# ماكدونيل دوغلاس إف-15 إي سترايك إيغل
إف-15إي سترايك إيغل (بالإنجليزية: F-15E Strike Eagle)‏ هي مقاتلة ضاربة متعددة المهام تعمل في جميع الأحوال الجوية، استمدت من المقاتلة ماكدونيل دوغلاس إف-15 النسر. وقد صممت الإف-15إي في الثمانينات لعمليات الحظر والاعتراض الجوي، وهي مقاتلة سريعة وبعيدة المدى، تحلق على ارتفاعات عالية، دون الاعتماد على مرافقة طائرات الحرب الإلكترونية، التابعة لسلاح الجو الأمريكي. يمكن تمييز مقاتلة الإف-15إي سترايك إيغل عن غيرها من طرازات إف-15 إيغل بواسطة قتامة الوان التمويه وخزانات الوقود الإضافية الامتثالية والمثبتة على طول مآخذ المحرك.
تم نشر سترايك إيغل خلال العمليات العسكرية في العراق وأفغانستان، وليبيا. ونفذت الإف-15إي خلال هذه العمليات ضربات عميقة ضد أهداف ذات قيمة عالية، وتقوم بدور الدوريات الجوية القتالية، وتوفير الدعم الجوي القريب للقوات الحليفة. كما شاركت أيضا في كثير من الصراعات اللاحقة. وتم تصدير السترايك إيغل إلى عدد محدود من الدول.

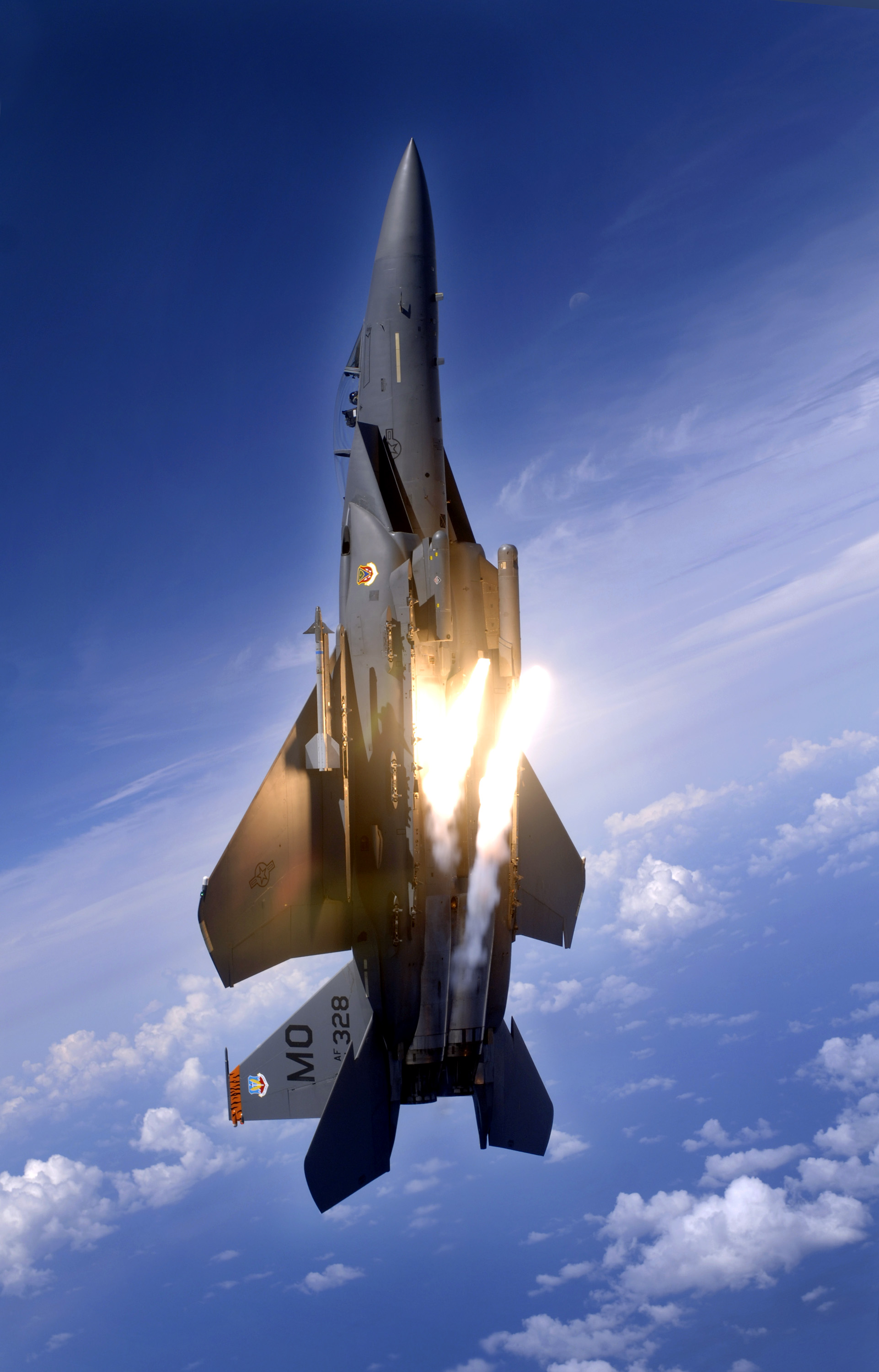
طائرة إف-15إي تطلق مشاعل حرارية خلال تدريب جوي

## التطوير

### الجذور
دخلت ماكدونيل دوغلاس إف-15 إيغل في خدمة القوات الجوية الأمريكية كبديل لأسطولها من مقاتلات ماكدونيل دوغلاس إف-4 فانتوم الثانية. ومع ذلك، وخلافا لإف-4 فانتوم، فأن الإف-15 إيغل تم تصميمها بدقة كمقاتلة تفوق جوي مع عناية بسيطة لدور للهجوم الأرضي، وعارض مكتب المشروع الخاص بلإف-15 فكرة أن تقوم إف-15إيغل بعمليات تنفيذ القصف الجوي، مما أدى إلى ظهور عبارة «ليست للقصف من الجو للأرض» (Not a pound for air to ground). وأظهرت إف-15 إيغل خلال خدمتها بأنها مقاتلة ناجحة جدا، مع سجل بطولي يحوي أكثر من 100 انتصار قتال جوي ولم تلحق بها أي خسائر خلال الاشتباكات الجوية.

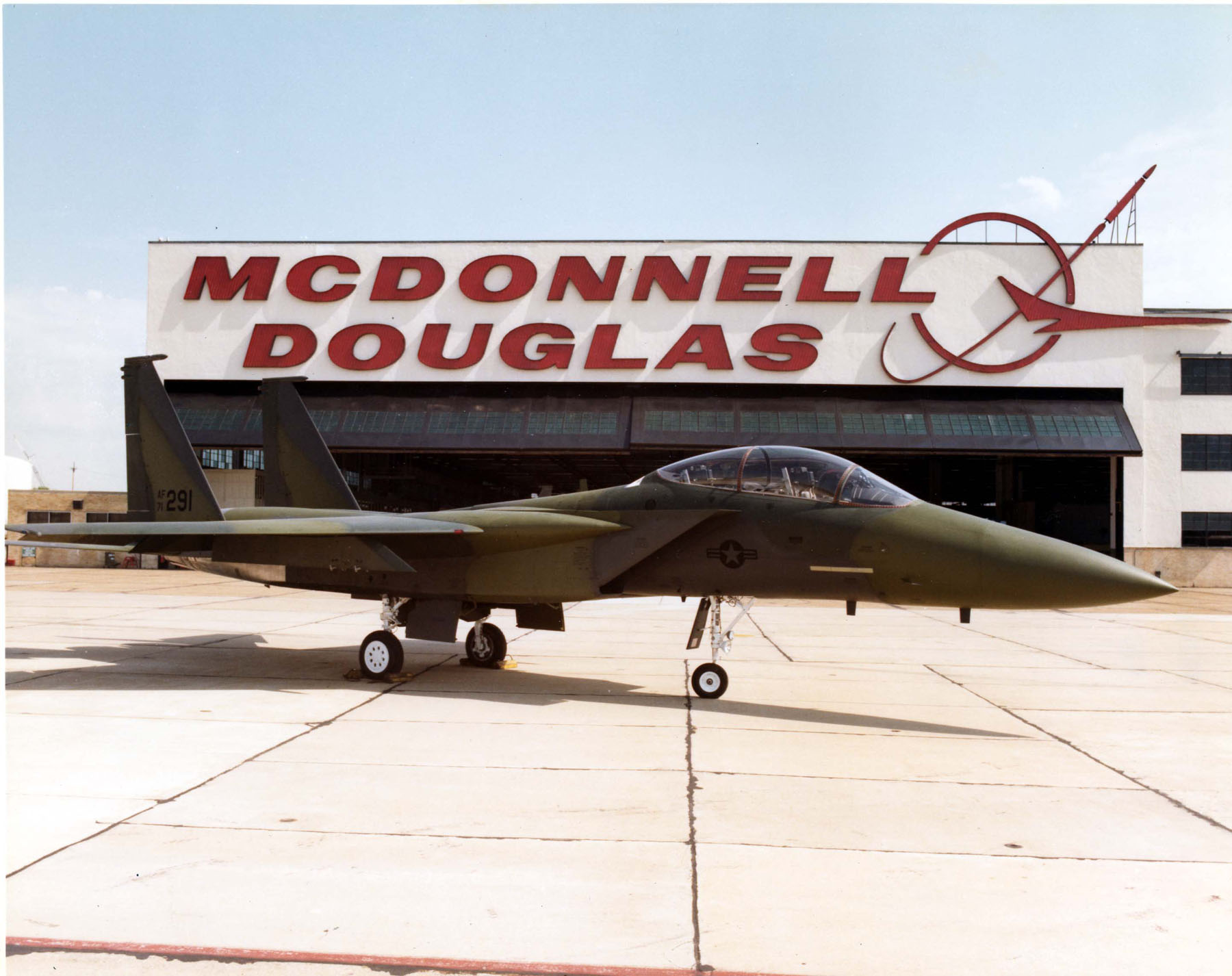
ثاني طائرة من طراز تي إف-15إيه (TF-15A)، ذات رقم التسجيل العسكري الأمريكي المعين 71-0291، والتي كانت نسخة عرض للطائرة إف-15إي

وعلى الرغم من عدم وجود اهتمام رسمي، عملت ماكدونيل دوغلاس بهدوء على مقاتلة الحظر الجوي والمشتقة من إف-15. وكانت الشركة تتوخى من الطائرة أن تكون بديل لطائرة جنرال ديناميكس من طراز إف-111 آردفارك والطائرات الباقية في الخدمة حينذاك من طراز إف-4 فانتوم الثانية، وكذلك لزيادة العدد القائم حينها من طائرات إف-15. وفي عام 1978، بدأت القوات الجوية الأمريكية دراسة متطلبات جميع الأحوال الجوية التكتيكية (TAWRS) وقد بحثت في الاقتراح المقدم من ماكدونيل دوغلاس وخيارات أخرى مثل شراء مزيد من طائرات إف-111 آردفارك. وأوصت دراسة (TAWRS) في نهاية المطاف، بأن طائرة إف-15إي هي مقاتلة المستقبل الضاربة للقوات الجوية الأمريكية. وفي عام 1979، بدأت شركة ماكدونيل دوغلاس وشركة هيوز تعاون وثيق على تطوير القدرات القتالية من الجو إلى الأرض لإف-15إي.
للمساعدة في تطوير إف-15إي، قامت ماكدونيل دوغلاس بتعديل النموذج الثاني تي إف-15إيه (TF-15A)، ذات الرقم التسلسلي 71-0291، كنموذج عرض. عرفت الطائرة باسم مقاتلة متطورة القدرة، وطارت لأول مرة في 8 يوليو 1980. وكانت تستخدم سابقا خزانات وقود امتثالية تجريبية، صممت في الأصل لإف-15 النسر مع حزمة ترقية تُعرف باسم «فاست (FAST)»، وهي أختصار لـ (Fuel and Sensor, Tactical) والتي تعني «أجهزة الوقود والاستشعار التكتيكية». وفي وقت لآحق، تم تركيب حزمة فاست كمجموعة دائمة، مع أضافة تمهيد بيني لجراب ليزري يسمح بتسليم مستقل للقنابل الموجهة. وتم عرض هذا النموذج خلال معرض فارنبورو للطيران في عام 1980.

### المقاتلة التكتيكية المحسنة
في شهر مارس عام 1981، أعلنت القوات الجوية الأمريكية عن برنامج لشراء مقاتلة تكتيكية محسنة (بالإنجليزية: Enhanced Tactical Fighter)‏ المعروف اختصار ب (ETF)، لتكون بديلا عن المقاتلة إف-111 آردفارك. وفي وقت لاحق، تم تغيير اسم البرنامج إلي مقاتلة ثنائية الدور (DRF). وهو مفهوم يتمحور حول طائرة قادرة على الانطلاق للقيام بمهمات عسكرية بعيدة المدى، دون الحاجة إلى دعم إضافي من قبل طائرات مقاتلة مرافقة وطائرات تشويش وخداع راداري. شركة جنرال ديناميكس قدمت مقاتلة إف-16إكس إل، في حين قدمت شركة ماكدونيل دوغلاس مقاتلة إف-15إي. والمقاتلة الأوربية بانافيا تورنادو كانت أيضا مرشحة، ولكن لم تؤخذ في عين الاعتبار، بسبب أن الطائرة لم تثبت فعاليتها في التفوق الجوي حينذاك، إلى جانب اخر حقيقي وهو أنها ليست من صنع أميركي.

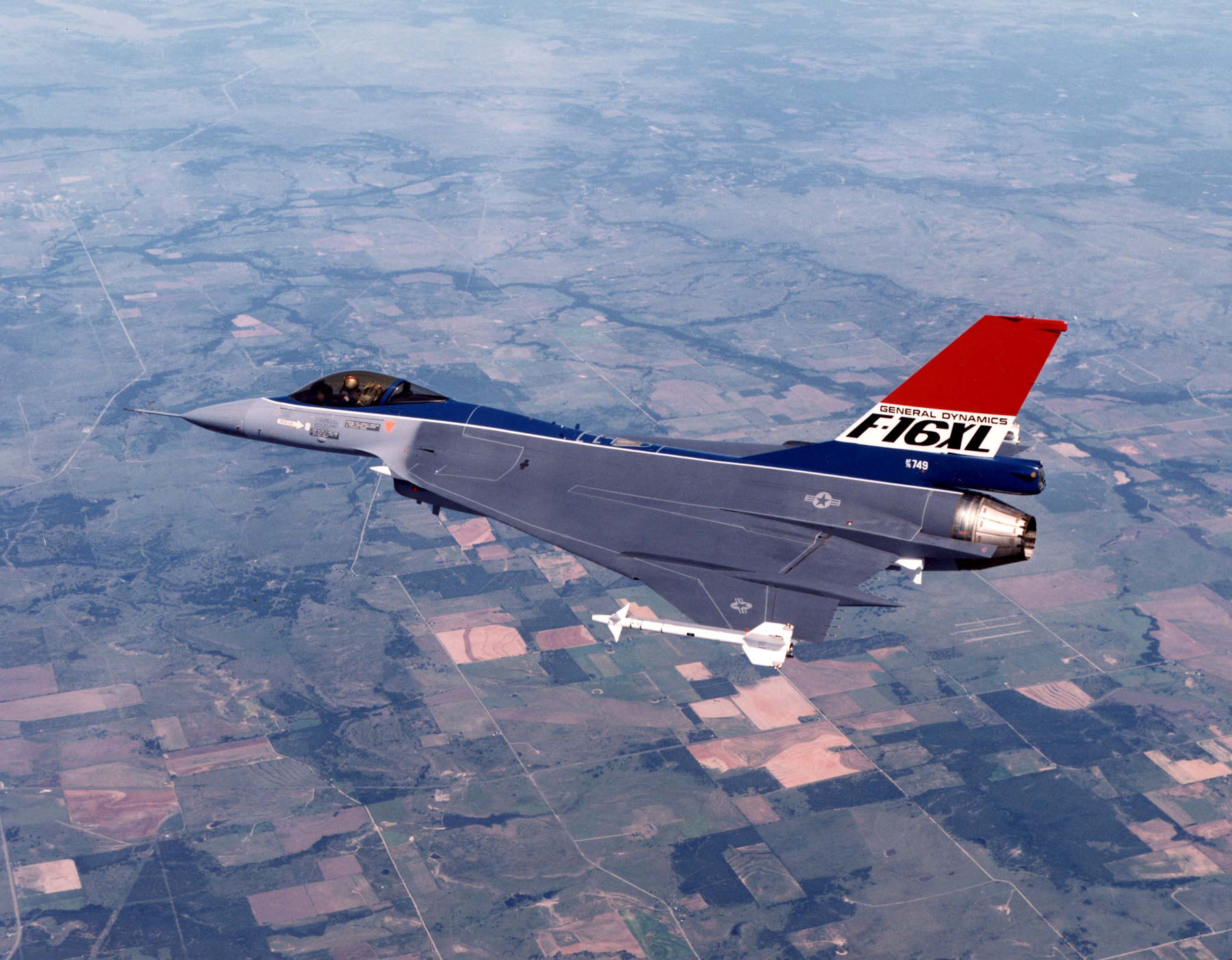
طائرة إف-16إكس إل (F-16XL) والتي تنافست مع إف-15إي للفوز بعقد المقاتلات التكتيكية للقوات الجوية الأمريكية

امتد عمل فريق تقييم المقاتلة الثنائية الدور، من عام 1981 حتى 30 أبريل 1983, تحت إشراف العميد رونالد دبليو ييتس، تم خلالها تسجيل أكثر من 200 رحلة لإف-15إي، وتم خلالها الإقلاع بوزن يبلغ أكثر من 75,000 رطل (34 طن)، والتحقق من قدرة الطائرة على تحمل تكوينات ستة عشر نوع مختلف من الأسلحة. ولمساعدة فريق التقييم الذي يقيم النموذج ذو رقم التسجيل (0291-71)، قامت ماكدونيل دوغلاس، بإضافة طائرات أخرى من طراز إف-15 إلى برنامج التقييم، وتحمل تلك الطائرات أرقام التسلسل التالية: (0468-78) و (0055-80) و (0063-81).
طائرة جنرال ديناميكس المقاتلة من طراز إف-16إكس إل، ذات المحرك الواحد، كانت ذو تصاميم واعدة، خاصة بعد إعادة التصميم الجذري لجناح دلتا، والذي رفع أداء إف-16 بشكل كبير. وفي حال تم اختيارها، فسوف تتوفر في إصداران هما: إف-16إي (F-16E) ذات المقعد الواحد وإف-16إف (F-16F) ذات المقعدين. ومع ذلك، فأنه في 24 فبراير عام 1984، اختارت القوات الجوية الأمريكية الطائرة إف-15إي، والعوامل الرئيسية التي كانت السبب وراء اتخاذ القرار، هي أن تكاليف تطوير الإف-15إي منخفضة، بالمقارنة مع طائرة إف-16إكس إل، (270 مليون دولار أمريكي مقابل 470 مليون دولار أمريكي)، كما أعتقد بأن الإف-15إي لديها إمكانات أكبر للنمو والتطوير في المستقبل، بالإضافة لحيازتها لمحركين. في البداية، كان من المتوقع أن تقوم القوات الجوية الأمريكية بشراء 400 طائرة، الا ان الرقم خفض في وقت لاحق إلى 392 طائرة.

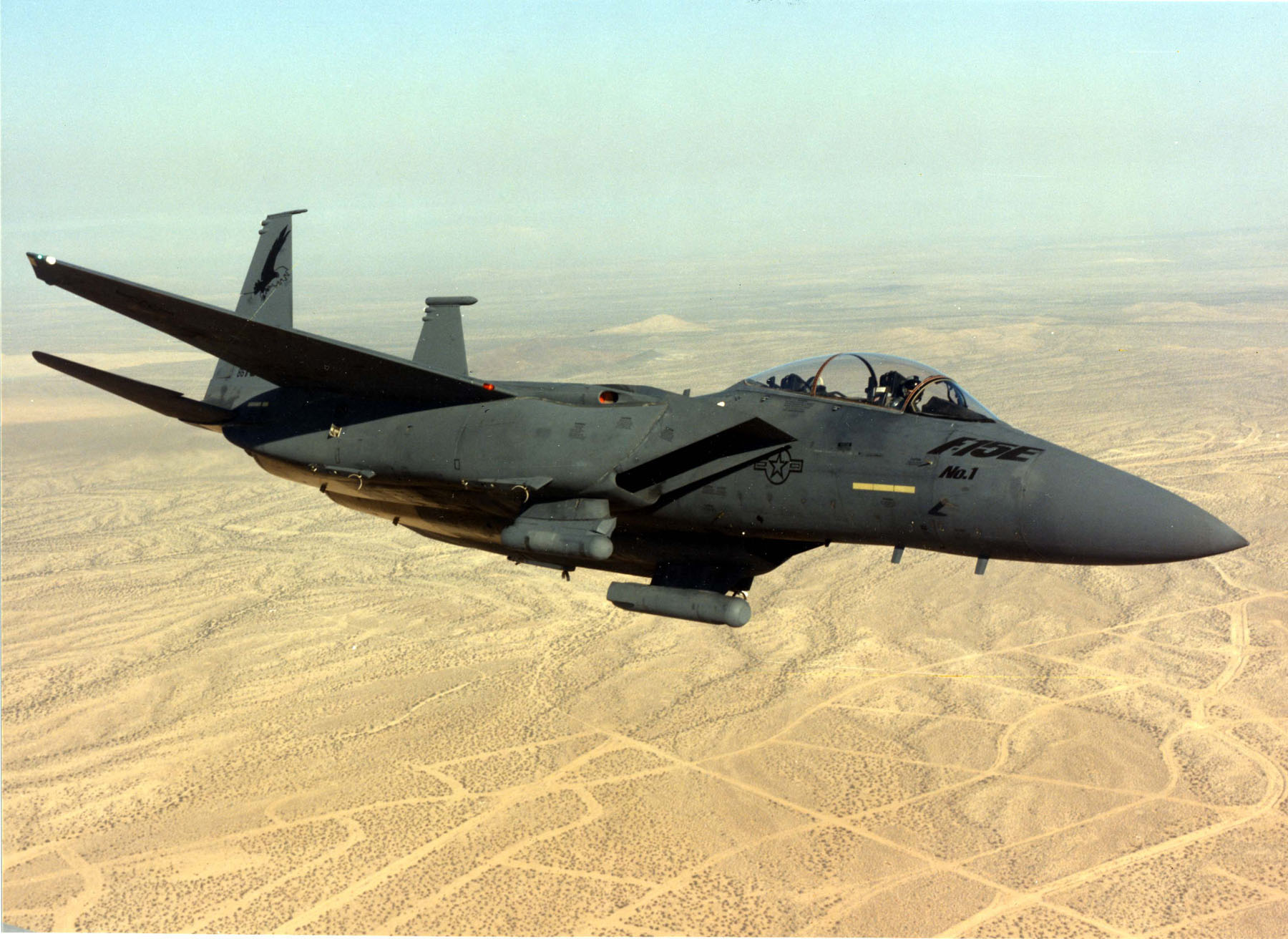
أول طائرة تم إنتاجها من طراز إف-15إي ذات الرقم التسلسلي(0183-86) أثناء التحليق

بدأ بناء أول طائرة من أصل ثلاث طائرات إف-15إي في يوليو 1985. وحملت الطائرة الأولى الرقم التسلسلي:(0183-86)، وكان أول طيران لها في يوم 11 ديسمبر 1986م. بقيادة الطيار غاري جينينغز، والذي وصل بالطائرة إلي سرعة قصوى تصل إلى 0.9 ماخ وارتفاع 40,000 قدم (12,000 متر) خلال رحلة استمرت 75 دقيقة. وزودت هذه الطائرة بكامل إلكترونيات الطيران الخاصة بلإف-15إي وتم فيها أعادة تصميم مقدمة جسم الطائرة. وفي النموذج التالي والذي يحمل الرقم التسلسلي:(0184-86)، أعيد تصميم جسم الطائرة الخلفي ومستوعبات المحركات. في حين أن النموذج الثالث والذي يحمل الرقم التسلسلي:(0185-86) دمجت فيه كافة التعديلات التي أجريت في النموذجيين السابقين. وفي 31 مارس 1987، أصبحت طائرة إف-15إي رسمية بعد أن أجرت أول طيران رسمي لها.
في أبريل عام 1988، تم تسليم أول إنتاج من إف-15إي لجناح التدريب التكتيكي رقم (405)، في قاعدة لوقا الجوية، بولاية أريزونا. وفي 30 سبتمبر 1989، وصلت إلى قاعدة سيمور جونسون الجوية في ولاية كارولينا الشمالية، أول طائرة إف-15إي جاهزة للعمليات العسكرية، لتخدم مع جناح المقاتلات التكتيكية رقم 4، التابع لسرب 336 التكتيكي. واستمر الإنتاج لصالح سلاح الجو الأمريكي حتى عام 2001، تسلم خلالها 236 طائرة.
وقد تم تطوير أنواع أخرى من إف-15إي فحصلت المملكة العربية السعودية على إف-15أس (F-15S)، وإسرائيل على إف-15أي (F-15I)، وكوريا الجنوبية على إف-15كيه (F-15K)، وسنغافورة على إف-15أس جي (F-15SG).

### برامج الترقية والاستبدال
بعد عام 2007 تم ترقية طائرات إف-15إي بردار شركة رايثيون من نوع إيه بيه جي -82 وهو نظام المسح الإلكتروني النشط (بالإنجليزية: Active Electronically Scanned Array)‏ المعروف اختصار باسم إيه إي أس إيه (AESA)، وفي عام 2010، تم تسليم شركة بوينغ أول رادار لاختباره. ورادار «إيه بي جي -82» يجمع ما بين المعالج المستخدم في رادار إيه بي جي -79 (APG-79) والمستخدمة في طائرة إف/إيه-18إي/إف سوبر هورنت ومع الهوائي المستخدم في رادار إيه بي جي -63(في)3 إيه إي أس إيه والتي يجري تركيبها على طائرة إف-15سي. الترقية رادار جديدة هو أن تكون جزءا من برنامج تحديث الرادار إف-15إي. وأطلق على الرادار الجديد إيه بي جي -63(في)4، بل أنها حصلت على تسمية إيه بيه جي -82 في عام 2009. وتشمل خطة برنامج تحديث الرادار (RMP) تزويد الإف-15إي أيضا «بقبعة أنفية» ذات نطاق عريض (wideband nose radome) للسماح للإيه إي أس إيه للعمل على ترددات رادار أكثر، وإدخال تحسينات على أنظمة الحرب الإلكترونية والمراقبة المحيطة.
تتمتع طائرة السترايك إيغل بهيكل قوي يقدر عمره الافتراضي بأكثر من الضعفين مقارنة بالطرازات السابقة. ويتوقع لها أن تظل في الخدمة حتى عام 2025.
في ديسمبر 2012، بلغ متوسط أعمار أسطول القوات الجوية الأمريكية من طائرات الإف-15إي 21 عاما ومتوسط ساعات الطيران هو 6,000 ساعة. وأشارت تقارير بأن قادة سلاح الجو ينظرون في الخيارات المستقبلية والتي سوف تحل محل الأسطول على المدى الطويل. وفي حين أن بعض من طائرات إف-15سي/دي تم الاستعاضة عنها بطائرات إف - 22 رابتور، فأنه ليس هناك آي خطط مقرره لاستبدال طائراتإف-15إي سترايك إيغل في الوقت الحاضر. ومن الخيارات المستقبلية المطروحة طائرة إف-35 لايتنيغ الثانية والتي تم بالفعل أختيارها لتحل محل طائرات الهجوم الأخرى مثل إف-16فالكون وإيه - 10، مصادر صناعية درست احتمالية ان يكون هناك طراز متغير من إف-35 لايتنيغ الثانية يحمل التسمية إف-35إي "F-35E" ذو مدى أطول ومجهز بمقعدين قد يكون الطراز البديل.
إضافة مقعد ثاني إلى إف-35، سيكون مهمة معقدة، وباهظة الثمن، وخاصة من ناحية محافظتها على خاصية التخفي، وتوفير مدى أطول وحمولة أكبر، ومن شأنه أيضا أن يجعل المهمة أكثر صعوبة. وبدلا من ذلك، يمكن لسلاح الجو أن يختار التخلي عن هذه الأدوار المتخصصة، ويستعيض عن ذلك بمجموعة منوعة من الطائرات المقاتلة وقاذفات القنابل، ويمكن أن ينطوي هذا الخيار على زيادة في الأعداد المخطط لها من قاذفات القنابل طويلة المدى من 100 إلى 250-300، والذي بدوره سيجعل أستخدام المركبات الجوية المتخفية وبدون طيار تؤدي مهام القصف الإضراب. وسيمهد ذلك لإبقاء الإف-15إي في الخدمة حتى لما بعد عام 2030 والاستعاضة عنها في ذلك الوقت بطائرات من الجيل السادس.

### النسر الصامت
إف-15أس إي (F-15SE) النسر الصامت، هي الترقية المقترحة من قبل بوينغ لطراز إف-15إي، والتي تتميز بتقنية التخفي الشبحية، وميزات أخرى مثل: حمل الأسلحة داخليا، ومادة ماصة للرادار. هذا الإصدار يتميز بوجود مخزن أسلحة امتثالي (بالإنجليزية: conformal weapons bays)‏ والمعروف اختصارا بـ سي دبليو بي (CWB)، وذلك لحمل الأسلحة داخل مخازن ومدمجة مع بدن الطائرة (الاستغناء عن التعليق والتحميل) وبدلا عن خزانات وقود امتثالي وزوج من مثبتات الذيل الرأسية، والتي تميل إلى الخارج بزاوية 15 درجة وذلك للحد من المقطع العرضي الراداري للمساعدة في تقنية التخفي. والمساحة المتبقية من مخزن الأسلحة الامتثالي سوف تستخدم في تخزين الوقود.
وخلافا سترايك إيغل، فأن الاستخدام الأمثل لنسر الصامت سيكون للمهمات القتالية من الجو إلى الجو، كما أنه ليس لديها كل ميزات التخفي الشبحية، لإجراء مهمات ضربات هجومية في المناطق المحمية من قبل أنظمة مضادة للطائرات الأرضية.
تم تعديل أول إنتاج إف-15إي، ذات الرقم التسلسلي (s/n 86-0183)، إلى تكوين إف-15إي1 لتكون بمثابة نموذج للنسر الصامت. والذي طار لأول مرة في 8 يوليو عام 2010. وتضمنت الطائرة مخزن أسلحة امتثالي ثبت في الجانب الأيسر،  في 20 يوليو 2010 وتم أطلاق صاروخ امرام بنجاح من مخزن الأسلحة الامتثالي. ولائحة الزبائن المحتملين تشمل كل من: إسرائيل والمملكة العربية السعودية واليابان وكوريا الجنوبية.

## التصميم

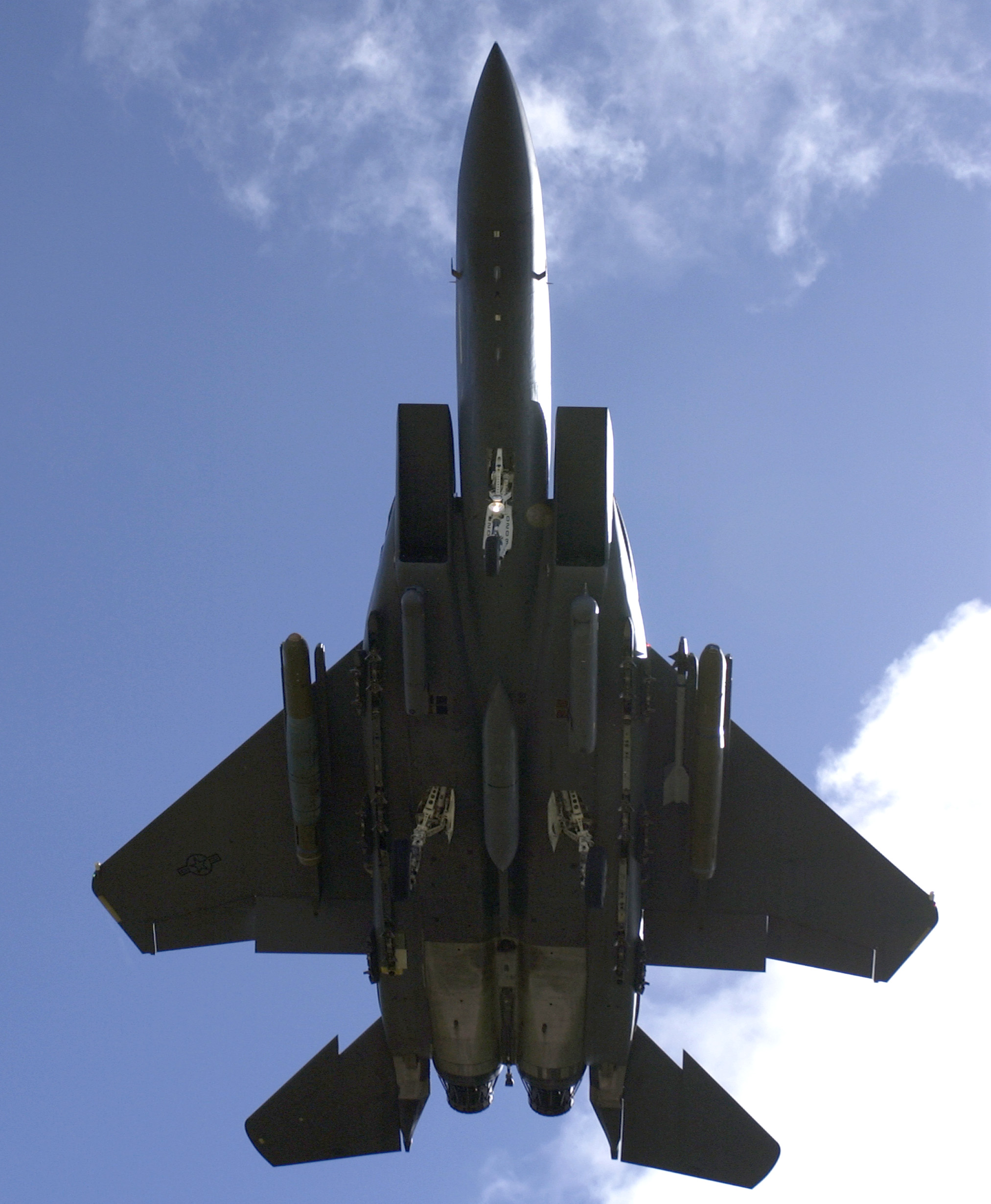
منظر سفلي لطائرة إف-15إي سترايك إيغل، ويظهر نظام عجلات الهبوط

الإف-15إي خرجت خروجا جذريا عن القصد الأصلي الذي صممت من اجله سابقتها الإف-15، والتي تم تصميمها باعتبارها مقاتلة تفوق جوي، وتحت شعار «لا للقصف من الجو إلى الأرض» آي أنها غير مخصصة لعمليات القصف الجوي. ومع ذلك، فأن هيكل الطائرة الأساسي، أثبتت مرونة فائقة بما يكفي لإنتاج طائرة مقاتلة ضاربة ذات اعتمادية عالية جدا. ومع أن الإف-15إي صممت للهجوم البري، فانها ما زالت تحتفظ بقدرتها الفتاكة خلال الاشتباكات من الجو إلى الجو، مع قدرة عالية لتدافع عن نفسها ضد طائرات العدو.
أشتق من إف-15إي نموذج معدل بمقعدين، عرف باسم إف-15بي (F-15B). وحصلت الإف-15إي أيضا، على تغييرات هيكلية كبيرة ومحركات أقوى بكثير من محركات سابقتها. وتم تعديل تصميم جسم الطائرة الخلفي لدمج المحركات الأكثر قوة مع تدعيم متقدم لهيكل حجرة المحرك والأبواب. والهياكل المتطورة المستخدمة مكونة من تكنولوجيات مصنعة من مواد بلاستيكية عالية القوة وفائقة اللدونة وشديدة التماسك. وقد تم تجهيز المقعد الخلفي لضابط منظومة الأسلحة لأداء الأعمال الجديدة المناطة بالطائرة، مثل إلكترونيات الطيران الخاصة بالقصف من الجو إلى الأرض. ويستخدم ضابط منظومة الأسلحة شاشات متعددة لعرض المعلومات من الرادار، والحرب الإلكترونية، وأجهزة الاستشعار بالأشعة تحت الحمراء، وذلك لمراقبة ورصد الطائرات أو وضعية حالة الأسلحة والتهديدات المحتملة والأهداف المختارة، واستخدام خريطة إلكترونية متحركة للملاحة. وتستخدم اثنين من ضوابط التحكم لتحديد شاشة عرض جديدة ولتحسين معلومات الاستهداف. مع أمكانية نقل العرض من شاشة إلي شاشة أخرى، عن طريق الاختيار من قائمة خيارات العرض. وعلى عكس الطائرات السابقة ذات المقعدين، (مثل إف-14 توم كات والطرازات البحرية من طراز إف-4 فانتوم الثانية)، والتي كانت تفتقر إلى ضوابط للتحكم بالأسطح في المقعد الخلفي، إلا أن المقعد الخلفي في قمرة قيادة الإف-15إي مجهز بعصا للتحكم وخانق للسرعة وبالتالي فإن ضابط أنظمة التسليح يمكن له أيضا أن يقود الطائرة، ولكن مع انخفاض وتدني في مستوى الرؤية.

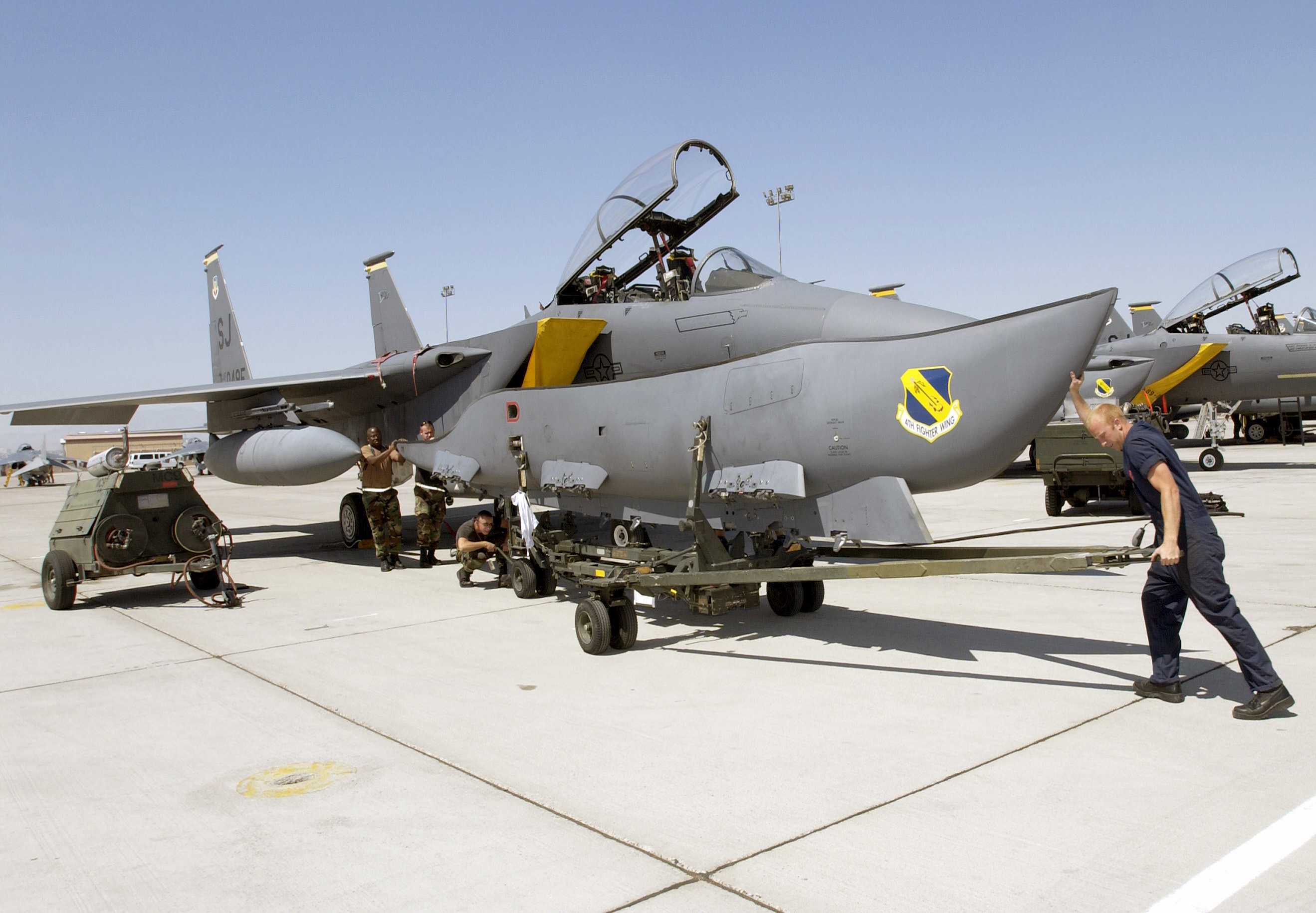
خزانات الوقود الامتثالية أثناء تركيبها على طائرة إف-15إي سترايك إيغل

لزيادة مدى طيران إف-15إي، فأنه يتم تركيب اثنين من خزانات الوقود الامتثالية والمعروفة اختصار بـ (CFTs)، والتي تحتضن جسم الطائرة، وتنتج مقاومة جر أقل مقارنة بخزانات الوقود الخارجية التقليدية والقابلة للإسقاط والتي تحمل تحت الأجنحة أو تحت بدن الطائرة. وخزانات الوقود الامتثالية تستطيع أن تحمل 750 جالون أمريكي (2,800 لترا) من الوقود، مع مأوى لعدد ستة نقاط تعليق للأسلحة، مرتبة في صفين وكل صف به ثلاثة نقاط تعليق بالترادف. وعلى عكس خزانات الوقود الخارجية التقليدية والقابلة للإسقاط، فأنه لا يمكن التخلي عن خزانات الوقود الامتثالية، وبالتالي يتم تعويض التدهور الحاصل في الأداء والناتج عن زيادة الوزن، من خلال تقليل نسبة الجر الناتجة عن الشكل الانسيابي والايرو ديناميكي الغير مقاوم للهواء لخزانات الوقود الامتثالية. وهناك خزانات مماثلة يمكن تركيبها على طائرات إف-15سي/دي والطرازات المخصصة للتصدير، وسلاح الجو الإسرائيلي يستخدم هذا الخيار على طائراتهم المقاتلة والبديلة من إف-15 كما هو الحال مع طائراتهم من طراز إف-15أي (F-15I) والمستخدمة من قبلهم كبديل للنسر الضارب، وتبقى طائرة إف-15إي والمستخدمة من قبل الولايات المتحدة هي الطائرة الوحيدة التي تزود بشكل روتيني بخزان وقود امتثالي.
تملك سترايك إيغل نظام حرب إلكترونية تكتيكية (TEWS)، يقوم بدمج عمل جميع التدابير المضادة للطائرة، وتشمل دمج كل من أجهزة: «الرادار المستقبل للإنذارات (RWR)»، و«رادار التشويش»، وموزعات القشر المعدني (chaff) وموزعات المشاعل الحرارية والتي ترتبط جميعها بنظام «الحرب الإلكترونية التكتيكية (TEWS)» وذلك لتوفير دفاع شامل ضد الكشف والتتبع والرصد. ويشمل هذا النظام المثبت خارج الطائرة على قرنة وجراب التدابير المضادة الإلكترونية من نوع (ALQ-131 ECM) والمثبت على المحمل الوسطي في الطائرة.

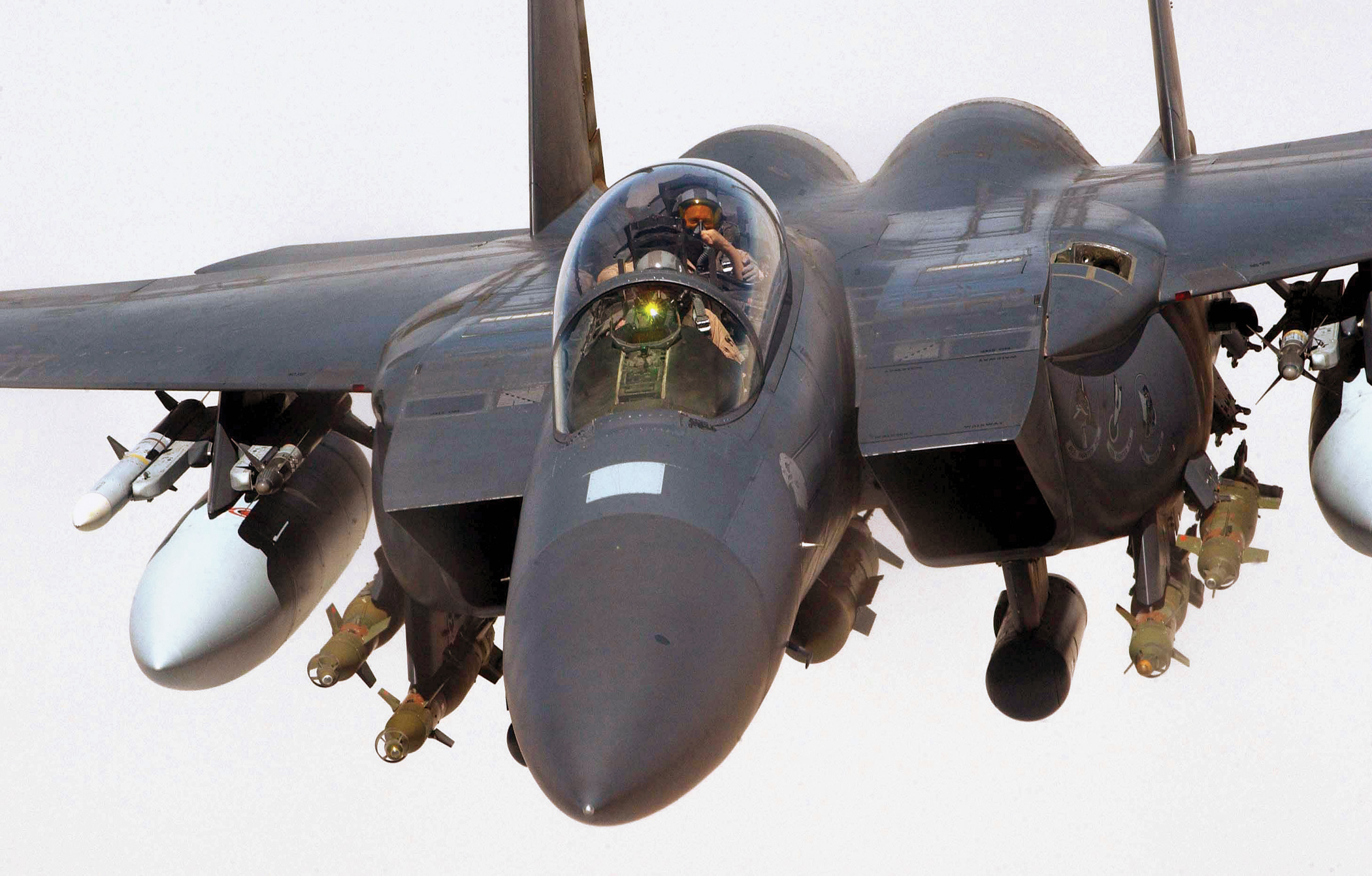
خزانات الوقود امتثالية تظهر وهي مثبتة على جانب مأخذ هواء المحركإف-15إي سترايك إيغل

نظام رادار إيه بي جي -70 يسمح للأطقم الجوية بالكشف عن أهداف أرضية من مدى أبعد. واحد مميزات هذا النظام هي أنه بعد اكتساح المنطقة المستهدفة، يقوم الطاقم بتجميد خريطة العرض من الجو إلى الأرض ثم العودة إلى وضع خريطة العرض من الجو إلى الجو لمسح التهديدات الجوية المحتملة. وخلال عملية إطلاق الأسلحة من الجو إلى الأرض، يكون الطيار قادر على كشف وتحديد الأهداف والاشتباك معها من الجو إلى الجو، في حين أن ضابط منظومة الأسلحة يقوم بتعين وتحديد الأهداف الأرضية. سوف يستبدل نظام رادار إيه بي جي -70 ليحل محله نظام رادار يعمل بالمسح الإلكتروني النشط (AESA) من نوع إيه بيه جي -82(في)1، والتي سوف تبدأ اختبارات الطيران في يناير عام 2010، ويتوقع أن تكون جاهزة للتشغيل الأولي في عام 2014.
في نظام الملاحة بالقصور الذاتي يستخدم جيروسكوب الليزر لمراقبة حالة الطائرة بشكل مستمر، وتوفير المعلومات إلى الكمبيوتر المركزي وغيرها من النظم. وهذا النظام يوفر في قمرات القيادة الأمامية والخلفية خريطة متحركة رقمية. آما نظام الملاحة على علو منخفض والاستهداف الليلي بالأشعة تحت الحمراء "لانترن" (LANTIRN)، فهو نظام مثبت خارج الطائرة وبالتحديد تحت مآخذ المحرك، ويسمح للطائرة أن تطير على ارتفاعات منخفضة، في الليل أو في أي ظروف مناخية أخرى، لمهاجمة أهداف أرضية بمجموعة متنوعة الأسلحة الموجهة وغير الموجهة وبدقة عالية. ويعطي نظام الملاحة والتصويب الليلي بالأشعة تحت الحمراء دقة استثنائية للإف-15إي سواء كانت تعمل في الليل أو النهار أو في الأحوال الجوية السيئة، ويتكون النظام من اثنين من القرون التي تعلق على السطح الخارجي للطائرة. وخلال العمليات الليلية، يظهر التصوير بالفيديو والمرسل من نظام الملاحة والتصويب الليلي بالأشعة تحت الحمراء ويمكن أن تعرض على شاشة عرض "هود" (HUD) الشفافة والتي تكون في مستوى نظر الطيار.

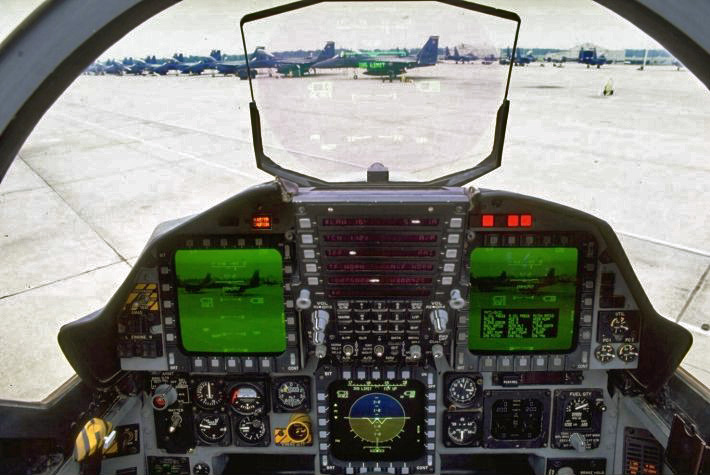
قمرة القيادة في طائرة إف-15إي

جراب الملاحة يحتوي على رادار لتتبع التضاريس الأرضية (بالإنجليزية: Terrain-following radar)‏، والذي يسمح للطيار أن يطير بأمان في الارتفاعات المنخفضة جدا، مع عرض التعليمات والمؤشرات على شاشة عرض "هود". وهذا النظام أيضا يمكن أن يقترن مع الطيار الآلي للطائرة، ليقوم بدوره بالتحكم بالطائرة نيابة عن الطيار، مع القدرة على تتبع التضاريس الأرضية. بالإضافة إلى ذلك، يحتوي الجراب على نظام الرؤية الأمامية بالأشعة تحت الحمراء، والتي تنقل العرض مباشرة إلي شاشة عرض «هود» للطيار والذي يستخدمها أثناء العمليات للرؤية الليلية أو المنخفضة. وجراب الملاحة من نوع (AN/AAQ-13) يتم تركيبٌه تحت مآخذ هواء المحرك الأيمن.
وجراب الاستهداف يحتوي على مٌحدد ليزر ونظام تتبع لتميز العدو وتدميره من مسافة بعيدة، تقدر بـ 10 ميل (16 كم). وحالما تتم عملية التتبع والتعقب، فأن معلومات الهدف يتم تسليمها تلقائيا إلى نظم صواريخ جو-أرض العاملة بالأشعة تحت الحمراء، أو القنابل الموجهة بالليزر. ويثبت جراب الاستهداف تحت مآخذ هواء المحرك الأيسر. وقد يكون إما جراب استهداف من نوع (AN/AAQ-14)، أو جراب استهداف من نوع (AN/AAQ-28 LITENING)، أو جراب استهداف قناص من نوع (AN/AAQ-33).
للمهمات من الجو إلى الأرض، يمكن لإف-15إي حمل معظم الأسلحة الأميركية المعروفة. ويمكن أيضا أن تٌسلح بصواريخ إيه آي إم-9 سايدويندر، وصواريخ أيم - 7 سبارو وصواريخ إيه آي إم-120 أمرام للدفاع عن النفس (على الرغم من سترايك إيغل تحتفظ بقدرات المواجهات الجوية مثل سابقتها إف-15 إيغل، إلا إنه نادراً ما استخدمت في مهام الاعتراضات والاشتباكات الجوية). وسترايك إيغل مثلها مثل إف-15سي، مزودة بمدفع رشاش داخلي هيدروليكي، من صناعة شركة جنرال إلكتريك ومن نوع إم-61 فولكان عيار 20 ملم، وبسعة 650 طلقة، وهو فعال ضد الطائرات المٌعادية والأهداف الأرضية الخفيفة.
الوصلة الطرفية لربط بيانات المقاتلة، والتي تنتجها بي أيه إي سيستمز، تحسن الوعي الظرفي وقدرات الاتصالات عبر وصلة 16 (Link 16) لربط البيانات.
منذ عام 2004، وشركة ليق نكس ون الكورية الجنوبية تصنع لإف-15 شاشة العرض "هود" والمعروفة اختصارا بـ «أتش يو دي» (HUD). وبحلول عام 2011، سلمت الشركة ما مجموعه 150 شاشة عرض «هود». شركة ليق نكس ون كانت أحد المشاركين في برنامج إف-15كيه كمقاول من الباطن لشركة «روكويل كولينز». وشركة ليق نكس ون تستعد أيضا لتصنيع إف-15 الجديد شاشة متعددة الوظائف والكمبيوتر التحكم في الطيران. أيضا منذ عام 2004، شركة كوريا للصناعات الفضائية (كيه إيه أي) وقد أنتجت الأجنحة وإلى الأمام هياكل الطائرات من طراز إف-15، وفي عام 2008، أنشأت كيه إيه أي خط الإنتاج الثاني لسنغافورة إف-15أس جي. وتشارك كيه إيه أي في تطوير وتصنيع مخزن أسلحة امتثالي ليتم استخدامها على بوينغ اف 15 سي اي النسر الصامت.

## التاريخ التشغيلي

### الولايات المتحدة الأمريكية

#### عمليات درع الصحراء وعاصفة الصحراء

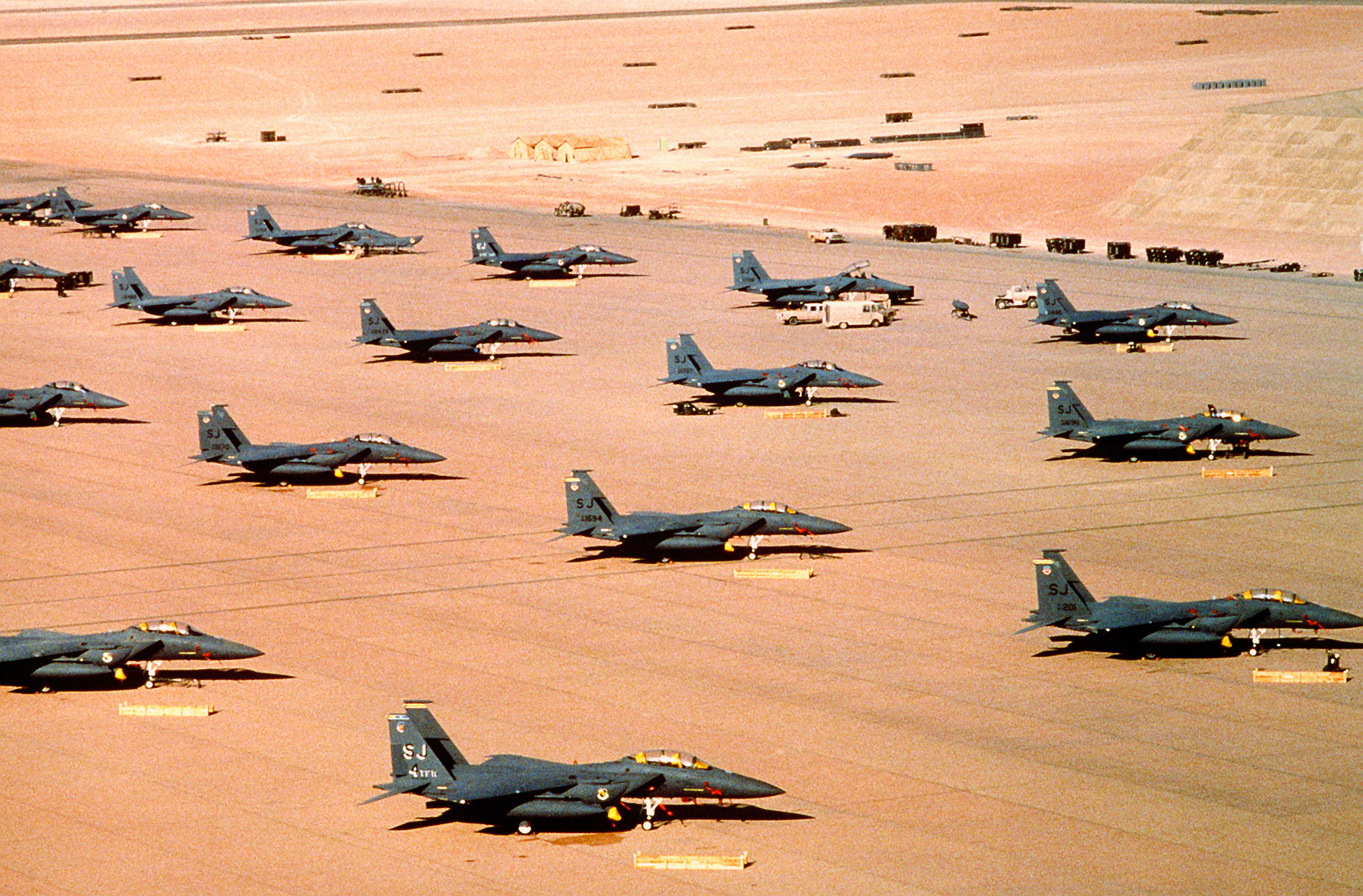
إف-15إي متوقفة خلال عملية درع الصحراء

شهدت مقاتلة إف-15إي العمليات العسكرية، التي جاءت ردا على الغزو العراقي للكويت والذي تم في 2 أغسطس 1990. وخلال عملية درع الصحراء. طار السرب التكتيكي رقم 336، وأستقر في قاعدة السيب الجوية في سلطنة عمان وبدأ التدريبات الجوية، تحسبا لآي هجوم عراقي قد يقع على أراضي المملكة العربية السعودية، وفي ديسمبر من نفس العام، تم نقل السربين 335 و336 إلى قاعدة الخرج الجوية في المملكة العربية السعودية، لتكون أقرب إلى الحدود العراقية.
عملية عاصفة الصحراء بدأت في 17 يناير 1991، عندما قامت 24 مقاتلة إف-15إي بهجوم على خمسة منشآت ثابتة لصواريخ سكود في غرب العراق، وتواصلت الهجمات ضد مواقع صواريخ سكود خلال تلك الليلة بضربة ثانية تتكون من 21 مقاتلة إف-15إي. كما حلقت في تلك الليلة طائرات إف-15إي أخرى في مهمات بحث وقصف لقاذفات سكود المحمولة. كما تم إجراء قصف عشوائي في المناطق المشتبه فيها، والتي كان من المأمول أن تردع العراقيين من أي محاولة لإطلاق سكود.
في ليلة بدء الحرب، تعقبت مقاتلة إف-15إي مقاتلة عراقية من طراز ميج 29 وأطلقت عليها صاروخ من نوع إيه آي إم-9 سايدويندر، والذي فشل في إصابة هدفه. كذلك فأن مقاتلة إف-15إي أخرى حاولت الاشتباك مع طائرة من طراز ميج 29، ولكن كانت أيضا محاولة فاشلة، وفي نهاية المطاف، هوت الميج 29 إلي الأرض بعد أن أصيبت بصاروخ من مصدر غير معروف. وفي نفس الليلة هوجمت طائرة أخرى من طراز ميج 29. وأعقب ذلك اشتباك على علو منخفض وسقطت الميج 29 على الأرض.
في 18 يناير، وأثناء إضراب في مصفاة لتكرير النفط بالقرب من البصرة، سقطت إف-15إي بعد تعرضها لإطلاق نيران، قتل الطيار وضابط أنظمة التسليح. ووصفت طواقم قيادة إف-15إي هذه المهمة، بانها الأكثر صعوبة وخطورة في الحرب، بسبب قوة الدفاعات بواسطة صواريخ سام 3 وسام 6 وسام 8 وصواريخ رولاند، بالإضافة إلي المدفعية المضادة للطائرات. بعد ليلتين، أٌسقطت طائرة إف-15إي الثانية والأخيرة من قبل صواريخ سام 2 العراقية، نجا الطاقم وتمكن من الهرب من الاعتقال لعدة أيام، وتمكن من الاتصال بطائرات التحالف، ولكن الإنقاذ لم يتم، بسبب مشاكل أمنية، كما أن الطيار فشل في تعريف نفسه بواسطة الرموز المناسبة. وتم القبض على اثنين من الطيارين في وقت لاحق من قبل العراقيين.

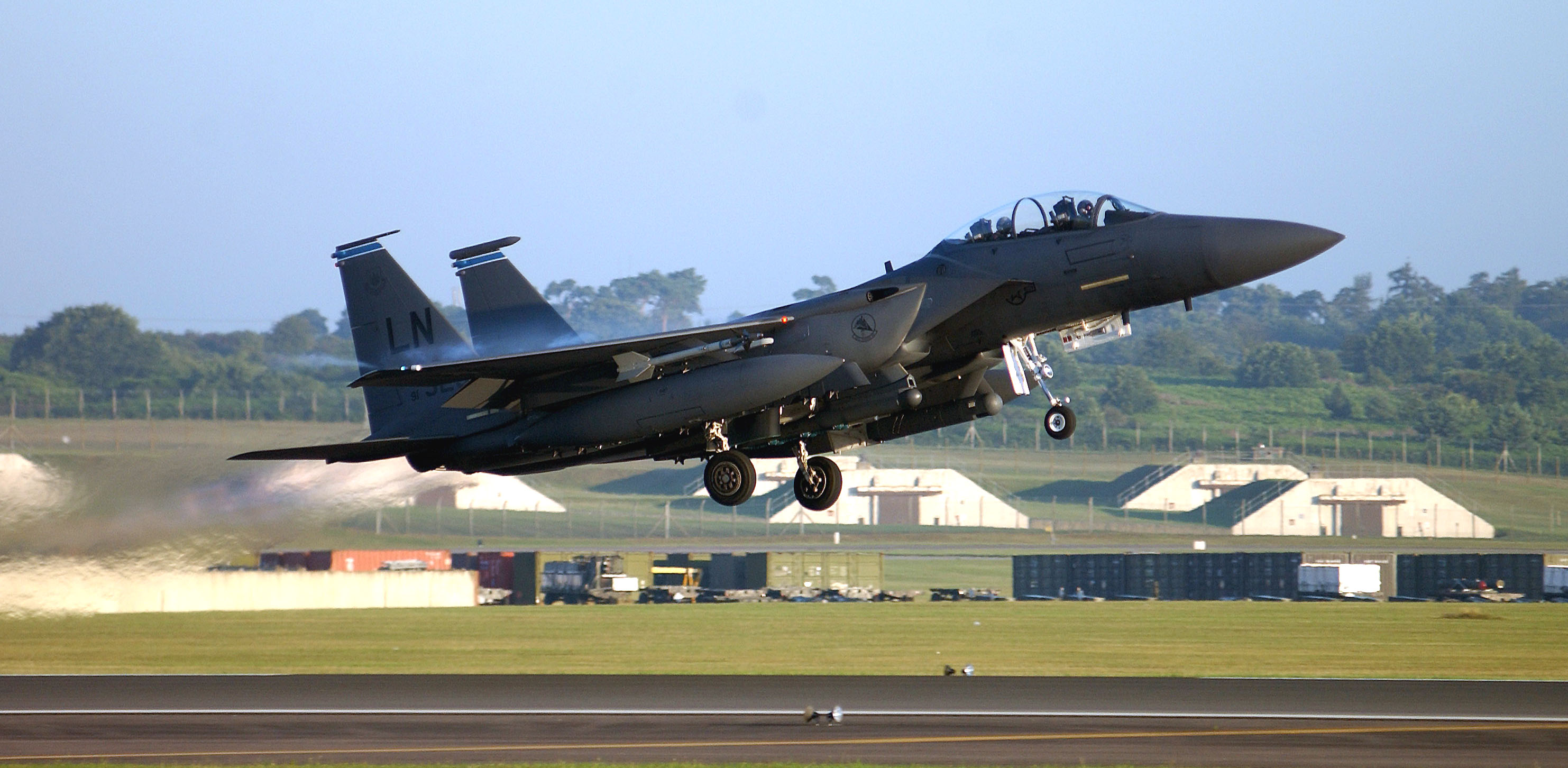
الطائرة رقم 492 إف أس من طراز إف-15إي من مقاتلة من الجناح 48 تقلع من قاعدة ليكنيث في بريطانيا

قامت مقاتلات سترايك إيغل بتدمير 18 طائرة عراقية وهي رابضة على أرض قاعدة طليل الجوية (تعرف منذ ديسمبر 2011، بقاعدة الإمام علي) والواقعة غرب مدينة الناصرية في محافظةِ ذي قار، واستخدمت قنابل ذكية موجهة بالليزر من طراز جي بي يو-12 وجي بي يو-87. وفي 14 فبراير، سجل للطائرة إف-15إي الاشتباك الجوي الوحيد، مع هليكوبتر من طراز ميل مي-24. حصل ذلك، عندما استجابت طائرتان إف-15إي لطلب المساعدة من قبل القوات الخاصة الأمريكية، حينما تم رصد خمس طائرات هليكوبتر عراقية، ورصدت إحدى الطائرتين عبر مستشعرات الرؤية الأمامية بالأشعة تحت الحمراء (FLIR)، مروحيتان تقومان بإنزال جنود عراقيين، فأطلقت الإف-15إي قنبلة جي بي يو-10، واعتقد الطاقم بأن القنبلة قد أخطأت هدفها، وبينما كانوا يستعدون لإطلاق صواريخ سايدويندر، تدمرت طائرة الهليكوبتر العراقية. وقال فريق القوات الخاصة أن مروحية هيند كانت على ارتفاع ما يقرب من 800 قدم (240 متر) فوق الأرض، عندما ضربت قنبلة زنة 2,000 رطل (910 كلغ) هدفها. وانسحبت المروحيات العراقية المتبقية من القتال.
هاجمت طائرات سترايك إيغل بكثافة مختلف الأهداف الدفاعية الكبيرة في جميع أنحاء العراق، مع إعطاء الأولوية لتدمير مواقع صواريخ سكود. كما اضطلعت بالمهمات التي تهدف لقتل الرئيس العراقي صدام حسين، كذلك، قصفت عدة مواقع كان يشتبه بها بواسطة السترايك إيغل. وقبل مرحلة عمليات الحرب البرية، قامت سترايك إيغل بما يعرف بضرب الدبابات وهو مصطلح ظهر خلال هذه الحرب، ويقصد به مهمات الضربات الجوية ضد المركبات العراقية في الكويت. وفي 1 مارس 1991 وبعد 42 يوما من القتال الشرس، دخل وقف إطلاق النار حيز التنفيذ، مما أدى إلى فرض مناطق حظر الطيران في شمال وجنوب العراق.

#### عمليات المراقبة الجنوبية والشمالية

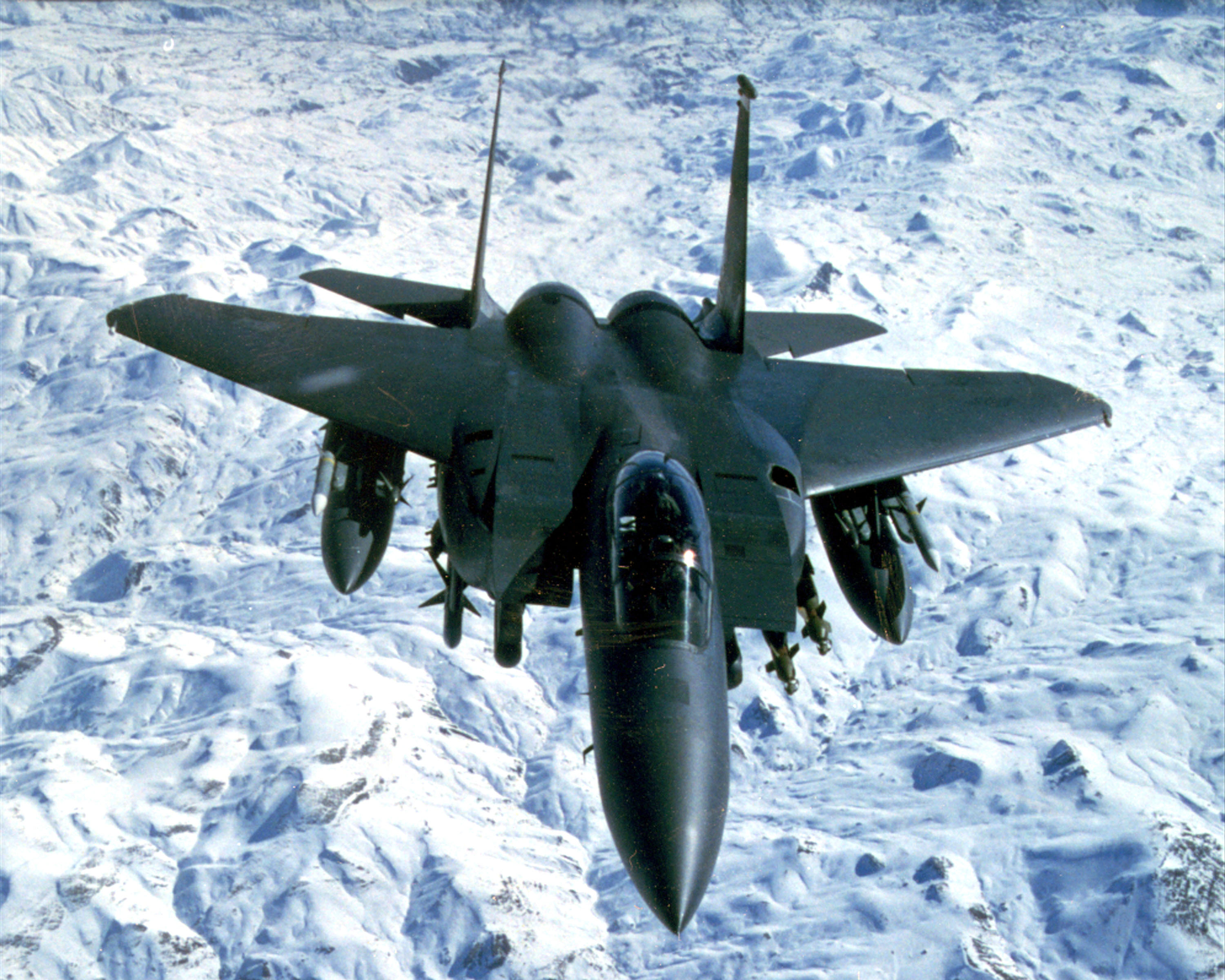
إف-15إي تحلق فوق العراق في عام 1999 أثناء عملية المراقبة الشمالية

بعد عملية عاصفة الصحراء، تم تعيين منطقتين حظر طيران فوق العراق، شمالية وجنوبية، وتم تطبيق الحظر الجوي من قبل الطائرات الأمريكية والبريطانية. وفي حادث واحد تم تسجيله، هاجمت المروحيات العراقية على ما يصل إلى 600 لاجئي كردي في جمجمال، شمال العراق، تم رصد هجوم المروحيات العراقية بواسطة طائرات إف-15إي، والتي لم يكن مسموح لها بإطلاق النار، واختار طيارين الإف-15إي إجراء مرور سريع بطائراتهم بالقرب من اقرب نقطة ممكنة بقرب المروحيات العراقية عدة مرات، وذلك لخلق اضطرابات جوية شديدة، مع توجيه الليزر إلي قمرات القيادة في طائرات الهليكوبتر العراقية في محاولة لإعماء طواقمها؛ وتسبب هذا التدخل المحدود قي تحطم طائرة هليكوبتر واحد من طراز هيند. وبعد ذلك الحادث، أمرت قيادة القوات الجوية الأمريكية طائرات الإف-15إي بأن لا تطير على ارتفاعات اقل من 10,000 قدم (3,000 م) لمنع تكرار مثل هذه الحادثة.
من منتصف إلى أواخر التسعينات، تم نشر المقاتلات الجوية إف-15إي من السربين الجوية رقم 492دي ورقم 494 والتابعة للسرب391، في تركيا. وفي يناير 1993، هوجمت أهداف عراقية بعد أن قامت بخرق لاتفاق وقف إطلاق النار شمال خط العرض 32 شمال، وبعد بضعة أيام من حدوث الخرق، قامت 10 مقاتلات إف-15إي بضربة جوية عقابية أخرى. كانت معظم المهمات ذات طابع دفاعي، إلا أن النسور الضاربة كانت تحمل عادة مجموعة متنوعة وواسعة من الأسلحة في مهماتها، مما جعلها مرنة للغاية في التعامل مع المواقف المحيطة. وكانت منصات نظام الإنذار المبكر والتحكم (أواكس) على اتصال وثيق مع أطقم إف-15إي، والذين عادة ما يحصلون على مهمات جديدة وهم محلقين في الجو، وبالتالي يمكن لهم أن يقوموا بهجمات غير مخطط لها مسبقا، على أهداف عراقية. بعد عام 1993، أصبح حدوث انتهاكات الخرق في مناطق حظر الطيران ضئيلة، كما قام العراق بعمليات انسحاب بسيطة، وفي عام 1997، وافقت تركيا على السماح للقوات الأمريكية باستخدام قاعدة انجرليك الجوية خلال عملية المراقبة الشمالية (بالإنجليزية: Operation Northern Watch)‏ والمعروفة اختصار ب أو إن دبليو (ONW).
في ديسمبر عام 1998، جرت عملية ثعلب الصحراء وهي ضربة عسكرية جوية قامت بها كل من الولايات المتحدة والمملكة المتحدة، بسبب ما وصفته الدولتان بعدم تعاون العراق مع لجنة الأمم المتحدة الخاصة (أونسكوم) ومفتشي الوكالة الدولية للطاقة الذرية الباحثين عن أسلحة الدمار الشامل العراقية. والتي تختص بنزع أسلحة الدمار الشامل العراقية، وفي يوم 28 ديسمبر عام 1998، قامت ثلاثة طائرات إف-15إي بإسقاط قنبلتين من نوع جي بي يو-12 زنة 500 رطل وهي من فئة القنابل الموجهة بدقة (PGMs) على وحدة صواريخ سام 3 ذات التتبع الراداري والتوجيه البصري. بعد عملية ثعلب الصحراء، كثف العراق الانتهاكات الجوية لمناطق حظر الطيران، وبالتالي تم إجراء عدد من الضربات الانتقامية والمخطط لها مسبقا بواسطة مقاتلات إف-15إي. وفي الفترة، ما بين 24 و26 يناير 1999، استخدمت مقاتلات إف-15إي عدة صواريخ من نوع إيه جي إم-130 وقنابل من نوع جي بي يو-12 ضد مواقع لصواريخ سام قرب الموصل في شمال العراق، وتقدر كمية هذه الأسلحة بما يعادل ما تم استخدامه في فترة 105 يوما على الأقل خلال عملية المراقبة الشمالية وحدها.

#### العمليات في البلقان
عملية حظر الطيران هي عملية عسكرية، هدفها تطبيق منطقة الحظر الجوي التي فرضتها الأمم المتحدة فوق البوسنة والهرسك، نظرا لتدهور الوضع في البلقان. ففي شهر أغسطس عام 1993، نشرت مقاتلات إف-15إي، تابعة للأسراب الجوية 492دي و494 في قاعدة أفيانو الجوية، إيطاليا. وفي أواخر نفس العام، أمر حلف شمال الأطلسي بضربة محدودة على مطار أودبينا بكرواتيا، وقامت بها طائرات إف-15إي، واستهدفت القوات الصربية المجاورة لكرواتيا. حيث أقلعت ثمانية طائرات إف-15إي مسلحة بقنابل جي بي يو-12 للهجوم على عربات صواريخ محمولة من نوع سام 6 المضادة للطائرات، وفي منتصف الرحلة، تم إلغاء المهمة، بسبب تطبيق قواعد صارمة للاشتباك. وفي ديسمبر عام 1993، تم إطلاق إف-15إي لتدمير بطاريتان صواريخ من نوع سام-2، كانت تقبع في المواقع التي فتحت النار على اثنتين من طائرات البحرية الملكية من طراز هارير البحر. وفي أغسطس عام 1995، سرب طائرات إف-15إي المقاتل رقم 90، انضم هو الآخر، لأسرب إف-15إي الجوية 492دي و494. حيث قامت هذه الأسراب بعمل أكثر من 2,500 طلعة جوية منذ بدء الحظر جوي، والفضل في 2,000 من هذه الطلعات يعود لسرب 492دي. وعند قرب نهاية شهر أغسطس عام 1995، وخلال دعم مهام حلف الناتو في عملية القوة المتعمدة، قامت الإف-15إي بمهام قصف متعددة ضد الدروع الصربية والخدمات اللوجستية حول العاصمة البوسنية، سراييفو. وفي يوم 9 سبتمبر، أطلقت إف-15إي أول قنبلة من نوع جي بي يو-15، من مجمل تسع قنابل أسقطت ضد القوات البرية الصرب بوسنية وأهداف الدفاع الجوي حول مدينة بانيا لوكا.

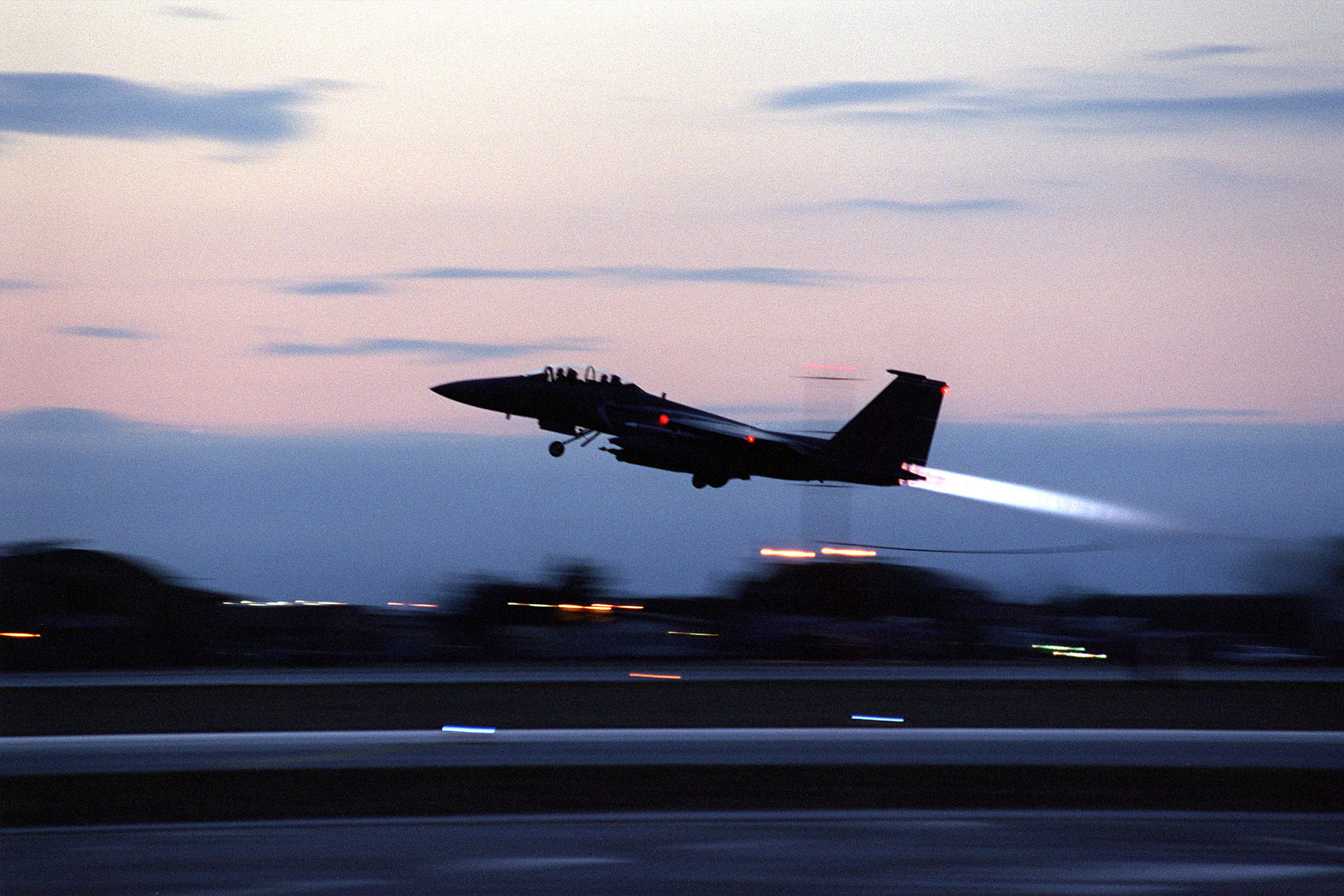
إف-15إي تقلع من قاعدة أفيانو الجوية في إيطاليا، في مهمة قصف دعما لعمليات قوات التحالف في 28 مارس 1999

في مارس عام 1999، وفي استجابة لعمليات نزوح سكان كوسوفو، ورفض الحكومة الصربية لإنذارات حلف شمال الأطلسي، انطلقت عمليات قوات التحالف لقصف يوغوسلافيا. حينما قامت 26 طائرة إف-15إي بتوجيه الضربات الأولى من القوات المتحالفة ضد المواقع العسكرية الصربية، وشملت القصف مواقع صواريخ أرض-جو وبطاريات مضادة للطائرات ومحطات رادار للإنذار المبكر. النسور الضاربة التي تم نشرها في أفيانو بإيطاليا، وكذلك في ليكنهيث مع سلاح الجو الملكي البريطاني في المملكة المتحدة. في مسرح العمليات، التي أجريت إف-15إي دعم جوي قريب المهمات، فكرة جديدة في أواخر عقد التسعينات الذي أصبح منذ ذلك الحين وهو مفهوم شعبية في القوات الجوية الأمريكية. عادة استمرت المهمات حوالي 7.5 ساعات، وشملت عمليتين اثنتين من أعادة التزود بالوقود في الجو، إف-15إي شأنه تحمل مزيجا من الجو إلى الجو والذخائر من الجو إلى الأرض لأداء كل من مهام وواجبات دوريات القتال الجوي، وكذلك مهمات القصف في نفس المهمة.
شكلت صواريخ سام المتحركة، تهديدا كبيرا على طائرات حلف شمال الأطلسي، حين قامت بنجاح بإسقاط بعض الطائرات، وعلى الأخص كانت طائرة لوكهيد من طراز إف - 117 الشبحية. ومن أجل إبعاد الطائرات عن مدى صواريخ سام، فقد تم تجهيز طائرات إف-15إي بصواريخ من نوع إيه جي إم-130 والتي وفرت القدرة على ضرب الخصم من مسافات بعيدة، وإبعادها عن خطر الصواريخ.

#### عملية الحرية الدائمة

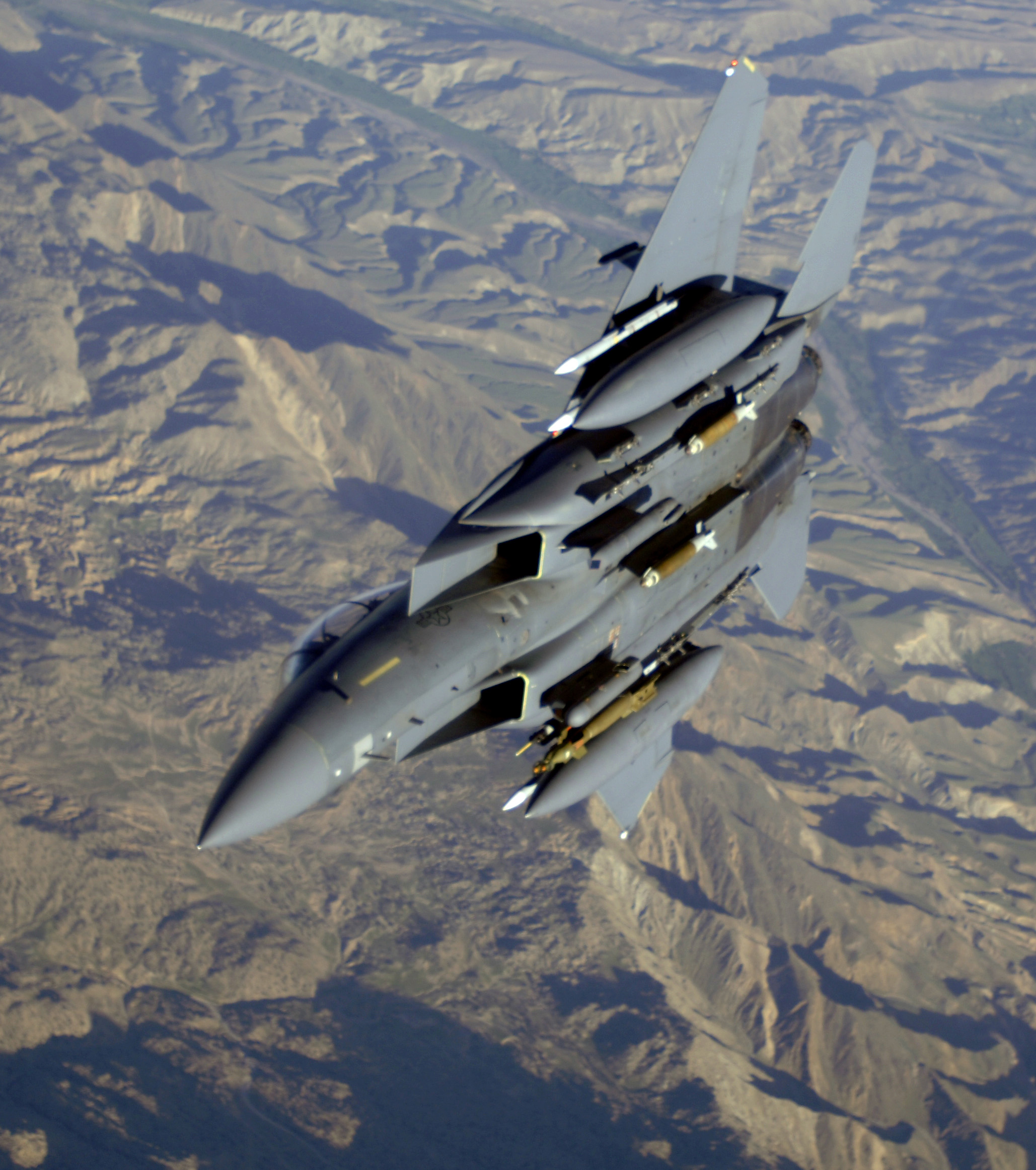
مقاتلةإف-15إي النسر الضارب، تطير فوق أفغانستان خلال دعم عملية اسد الجبل (Operation Mountain Lion) في عام 2006

بعد أسابيع من هجمات 11 سبتمبر عام 2001، تم نشر السرب المقاتل 391، في قاعدة احمد الجابر الجوية في الكويت، لدعم عملية الحرية الدائمة في أفغانستان. ولم تلقى مقاتلات إف-15إي مقاومة تذكر أثناء المهمات الأولية، وخلال عمليات الليلة الأولى، وكانت الأهداف الرئيسية ضد مواقع وأهداف عسكرية ومستودعات تموين تابعة لطالبان، إلى جانب معسكرات التدريب والكهوف التابعة لتنظيم القاعدة. استخدمت خلالها صواريخ من نوع إيه جي إم-130 وقنابل زنة 2000 رطل (910 كلغ) من نوع جي بي يو-15 والتي استخدمت للمرة لأول مرة في المعارك القتالية. كما استخدمت قنابل جي بي يو-24 وجي بي يو-28، ضد الأهداف المسلحة، ومراكز القيادة والسيطرة ومداخل الكهوف. وغالبا، كانت طائرات إف-15إي تعمل في أزواج جنبا إلى جنب مع أزواج من مقاتلات إف-16سي. وفي غضون أسابيع من بدء العمليات القتالية، كان هناك نقص في الأهداف المستهدفة، وذلك بعد أن تم ضرب جميع الأهداف تقريبا، والتي كانت قد دمرت بالفعل. وكانت حركة طالبان تملك صواريخ أرض-جو محمولة على الكتف، من نوعي إستريلا 2 (سام 7) الروسي الصنع، وصواريخ ستينغر الأمريكية الصنع، مما شكل تهديدا لمعظم الطائرات التي تحلق فوق ارتفاع 7,000 قدم (2,100 م). بالإضافة إلى ذلك، فأنه تم ضرب مواقع صواريخ سام ثابتة بالقرب من مدن مزار شريف وباغرام في وقت مبكر من بدء العملية، وأصبحت أفغانستان بسرعة منطقة منخفضة الخطورة بالنسبة للعمليات الجوية.
أضبحت الطائرات تحلق عند الاستدعاء، في مهمات لدعم قوات التحالف البرية، وللقيام بمثل هذه الأدوار، فأن طائرات إف-15إي عادة ما تحمل قنابل من نوع مارك 82 وقنابل جي بي يو-12، وفي بعض الأحيان، كانت تحمل مجموعة متنوعة من الأسلحة المختلفة. فعلى سبيل المثال، فانه تم إطلاق قنبلة واحدة جي بي يو-28، وقنبلتين جي بي يو-24، وستة قنابل جي بي يو-12 في أثناء مهمة واحدة، وهذا يدل على قدرة وتفوق الطائرة في حمل الأسلحة.
خلال الفترة المتبقية من الحرب، كانت الأهداف المتكررة عبارة عن عمليات فردية، ضد أفراد من المقاتلين والمركبات الخفيفة وقوافل الإمدادات، وكثيرا ما كانت طائرات إف-15إي هي التي تضطلع بتلك العمليات وتقوم بإطلاق القنابل والنيران من مدافعها الرشاشة. وخلال القتال في أفغانستان، سجل أربعة أفراد من طاقم طائرتين إف-15إي من السرب المقاتل 391 أطول مهمة قتال جوي في التاريخ، وذلك عندما استمرت مهمتهم الجوية لمدة بلغت 15.5 ساعة، تسعة من هذه الساعات قضيت بالتحليق فوق المنطقة المستهدفة، وتم خلال المهمة مهاجمة مركزين للقيادة والسيطرة تابعة لطالبان، ومبنيان كان يشتبه في أنها تستخدم من قبل مقاتلي طالبان وحاجز طريق، وتم خلال المهمة التزود بالوقود جواً 12 مرة.

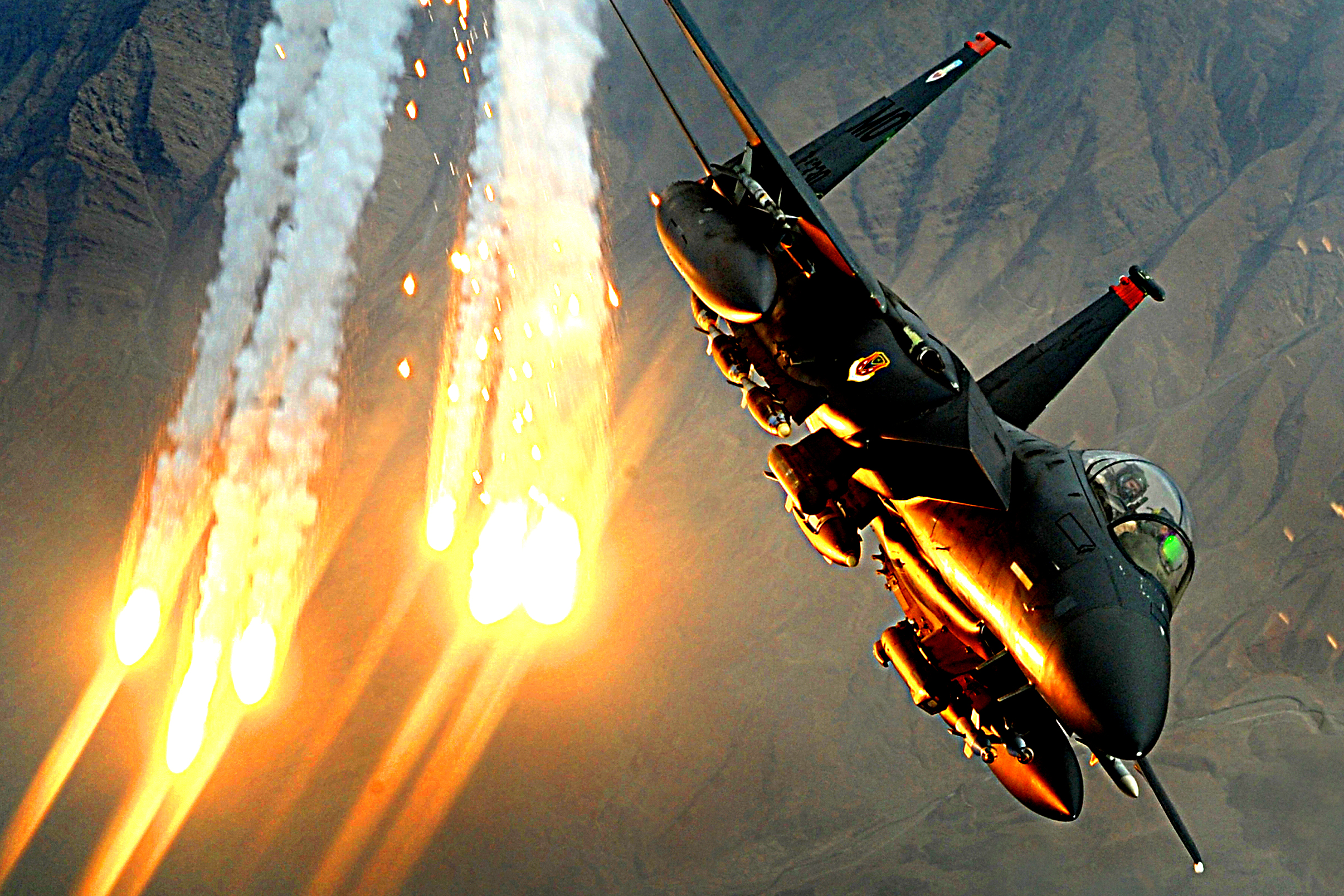
إف-15إي من السرب المقاتل 391، تطلق الشراك الخداعية الحرارية، خلال مهمة دعم جوية قريبة، فوق أفغانستان، ديسمبر 2008.

يوم 4 مارس، حدثت حادثة أخرى، تعرف الآن باسم معركة ريدج روبرتس، وذلك عندما شاركت عدة طائرات إف-15إي في مهمة دعم جوي قريب للقوات البرية. وبعد أن قامت الطائرات بتدمير موقع مراقبة لطالبان، أستجابت لطلب بالرد على نيران مدافع هاون كانت تطلق النيران على قوة سيل (SEAL) التابعة لقوات البحرية الأمريكية، وذلك خلال مهمتهم للبحث عن مروحية من طراز ام اتش-47إي شينوك كانت قد تعرضت لكمين في منطقة وادي شاه ايكوت، شرقي أفغانستان. وبينما كان فريق سيل لايزال يتعرض لنيران وقصف قوة طالبان، أسقطت طائرات الإف-15إي عدة قنابل، ولكن قنبلة واحدة أخطات هدفها بسبب إحداثيات خاطئة جرى إدخالها من قبل طاقم الطائرة. ثم أسقطت طائرة ام اتش 47 أخرى، كانت تحمل فريق الإنقاذ في محاولة لدعم فريق سيل بواسطة آر بي جي. وبعد أن تزودت مقاتلات الإف-15إي بالوقود، عادة مرة أخرى، وقامت بإطلاق 11 قنبلة جي بي يو-12 وذلك بالتنسيق ومعرفة الإحداثيات من القوات البرية. وبعد ذلك، أطلقت المدافع على قوات طالبان والتي كانت على مسافة قريبة جدا من الناجين من حطام مروحية إم إتش-47 شينوك والتي تم إسقاطها. ثم قامت مجموعة من مقاتلات إف-16 من السرب المهاجم الثامن عشر بعملية تمشيط للممرات حتى انتهت ذخيرة المدافع الرشاشة في الطائرات، مما حد بها للجوء إلى إسقاط مزيد من القنابل. تأثرت مقاتلات إف-15إي من مشاكل تقنية في أجهزة الراديو ونظم الأسلحة والتي فشلت عدة مرات، مما أضطرها لإسقاط حمولتها من قنابل جي بي يو-12 قبل أن تعود ادراجها إلى قاعدة احمد الجابر الجوية في الكويت.
بعد سنوات، وقعت عدة حوادث. ففي 23 أغسطس 2007، وقع حادثة بسبب نيران صديقة، عندما قامت إف-15إي بإسقاط قنبلة زنة 500 رطل (230 كلغ) عن طريق الخطأ على القوات البريطانية، فقتل ثلاثة جنود  وكان السبب المعلن هو الخلط والارتباك بين المراقب الجوي وطاقم الإف-15إي على تحديد موقع إحداثيات القصف. وفي 13 سبتمبر 2009، أطلقت إف-15إي النار على طائرة بدون طيار من نوع إم كيو-9 ريبر، وأسقطتها أرضا، شمال أفغانستان، لعدم تجاوبها ولمنعها من دخول المجال الجوي الأجنبي.

#### عملية حرية العراق

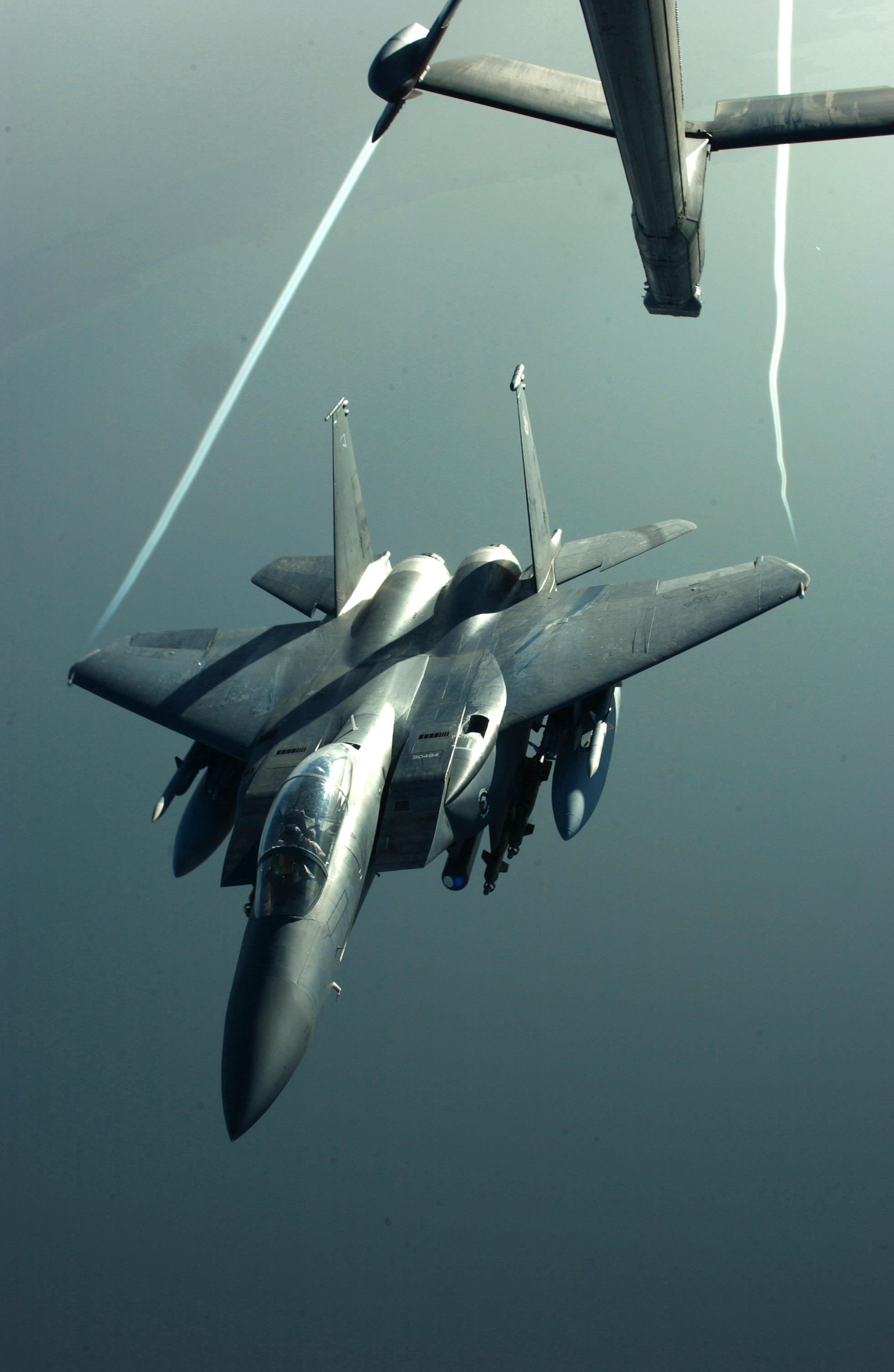
دوامات هوائية تتكون على طرف قمة جناح طائرة إف-15إي بعد أن انفصلت عن طائرة التزود بالوقود من طراز كيه سي-10 خلال عملية حرية العراق

في أواخر عام 2002، وخلال التوتر الناجم عن الاشتباه بحيازة العراق لأسلحة دمار شامل، صدر أمر لجناح المقاتلات الرابع والمتمركز في قاعدة سيمور جونسون الجوية، للحفاظ على سرب واحد على الأقل ليكون على هبة الاستعداد للانتشار في الخليج العربي. وخلال شهر يناير 2003، تم إرسال السرب 336 إلى قاعدة العديد الجوية في قطر، ووصل مجموع ماتم نشره من الطائرات في قاعدة العديد إلي 24 طائرة، وتم ذلك بالتنسيق مع مخططي مركز العمليات الجوية المشتركة في قاعدة الأمير سلطان الجوية في السعودية. وفي أواخر يناير، بدأت طائرات إف-15إي في التحليق لدعم عملية المراقبة الجنوبية، وعادة ما كانت تقوم بمهام المراقبة والاستطلاع، وشملت كذلك مهمات قتالية إضافية، ومحاكاة ضد أهداف عراقية محتملة وللتعرف أكثر على المنطقة والإجراءات المحلية وقواعد الاشتباك. وخلال عملية المراقبة الجنوبية، هاجمت طائرات إف-15إي عدد من الأهداف في جنوب وغرب العراق، وشملت أجهزة الرادار، والاتصالات اللاسلكية ومحطات التقوية والقيادة ومواقع المراقبة، والدفاعات الجوية. وفي ليلة واحدة، أطلقت أربعة طائرات إف-15إي عدة قنابل جي بي يو-24 على مقر الحرس الجمهوري العراقي وحزب البعث في البصرة، بينما قامت اربع طائرات أخرى بتدمير المقر الرئيسي لقطاع الدفاع الجوي القريبة بواسطة ستة قنابل جي بي يو-10 .
في نهاية فبراير، تلقى السرب 336، أطقم طيارين إضافيين، وكثير من هؤلاء الطيارين كان قد تم سحبهم من الأسرب المقاتلة غير المنتشرة، وهما سرب 333 دي وسرب 334، والمتواجدين في قاعدة سيمور جونسون الجوية. كذلك تم سحب أطقم طيران من السرب المقاتل 391 في قاعدة ماونتن هوم الجوية. ليصبح هناك ما مجموعة أربعة أطقم لكل طائرة إف-15إي  وفي أوائل شهر مارس، انضم أفراد وطائرات ومعدات السرب المقاتل 335 إلي السرب المقاتل 336 في قاعدة العديد الجوية. وكان الهدف الوحيد لديهم، هو تدمير الدفاعات الجوية العراقية وشبكة رادارات الإنذار المبكر والواقعة بالقرب من الحدود الأردنية، بغية السماح لمقاتلات إف-16 ومروحيات القوات الخاصة للعمل انطلاقا من الأردن عند بداية الحرب. وتعرضت عدة مواقع للرادار ومحطات تقوية إرسال للقصف في غرب العراق بالقرب من قاعدة أتش 3 الجوية "H3"، وخلال هذه المهمات تعرضت طائرات التحالف لنيران ثقيلة وكثيفة من مضادات الطائرات العراقية.
يوم 19 مارس، وعندما كانت طائرات إف - 117 نايت هوك تسقط قنابلها على بغداد، استهدفت طائرات إف-15إي المنزل الذي كان يعتقد أن يكون الرئيس صدام حسين فيه، واستخدمت قنابل جي بي يو-28 لقصف المناطق حول قاعدة أتش 3 الجوية (H3). وفي يوم 20 مارس، وعندما اشتدت الحرب ، أطلقت إف-15إي صواريخ إيه جي إم-130 ضد مباني ومرافق الاتصالات الرئيسية، والقيادة والسيطرة، وبقية الأهداف الرئيسية الأخرى في بغداد، عدد قليل ومحدود فشل في إصابة الأهداف المقصودة، وربما يكون ذلك، ناجما عن عمليات التشويش التي كانت تقوم بها طائرات غرومان إي أ-6 بي براولر في المناطق المجاورة.

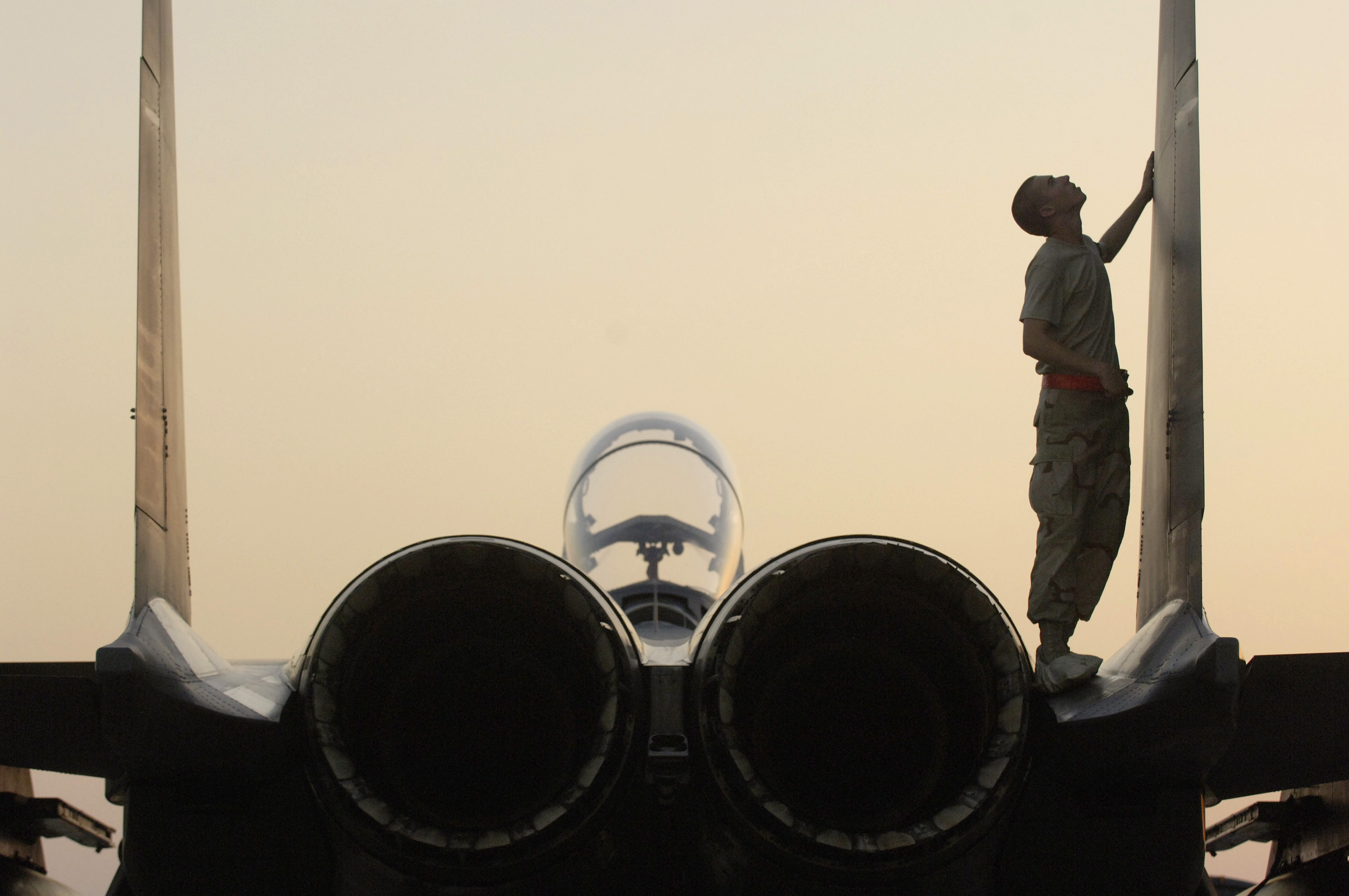
منظر خلفي لطائرة إف-15إي

في 3 أبريل 2003 أخطا طيارا إف-15إي إصابة موقع صواريخ أرض-جو عراقية من نوع أم 270، وأسقطت قنبلة موجهة بالليزر زنة 500 رطل (230 كلغ)، مما أسفر عن مقتل ثلاثة وإصابة خمسة أخرين. وفي 6 أبريل 2003، طائرة إف-15إي ذات الرقم المتسلسل (1694-88)، والتي أسند إلي طاقمها المكون من: الكابتن: اريك داس والرائد: وليام واتكينز، تنفيذ مهمة حظر حاسمة لدعم القوات الخاصة. وفي اليوم التالي، تحطمت طائرة داس واتكينز بينما كانا يقصفان أهداف حول تكريت. تم منح الطاقم بعد وفاته وسام الصليب الطائر المميز ووسام القلب الأرجواني لأعمالهم.
خلال الحرب، كان الفضل يعود لطائرات إف-15إي والتي قامت بتدمير 60٪ من مجموع قوة المدينة التابعة للحرس الجمهوري العراقي. كما سجلت أيضا نتائج فعالة ضد 65 طائرة ميغ كانت رابضة على الأرض،  ودمرت وحدات الدفاع الجوي الأساسية، ومباني القيادة في بغداد. كما عملت الإف-15إي أثناء الحرب بشكل وثيق مع الطائرات الأخرى، والتي تم نشرها في قاعدة العديد الجوية، بما في ذلك طائرات إف/إيه-18إي/إف سوبر هورنت التابعة للقوات الجوية الملكية الأستراليه، وطائرات القوات الجوية الأمريكية من طراز إف-16 وإف - 117 وطائرات سلاح الجو الملكي من طراز تورنادو بانافيا المقاتلة، ومفرزة من طائرات إف-14 تابعة للبحرية الأمريكية.

#### عملية الفجر أوديسي
بعد اعتماد قرار مجلس الأمن الدولي رقم 1973 في 17 مارس 2011، تم نشر 18 مقاتلة إف-15إي تابعة للقوات الجوية الأمريكية، ومجموعة متنوعة من طائرات حلف شمال الأطلسي والطائرات الحليفة الأخرى، وذلك لفرض منطقة حظر طيران على ليبيا، في العملية المسماة عملية الفجر أوديسي كجزء من التدخل العسكري في ليبيا.
في 21 مارس 2011، تحطمت طائرة إف-15إي سترايك إيغل ذات الرقم التسلسلي (304-91) قرب بنغازي في ليبيا. هبط أفراد الطاقم بسلام بالمظلات، في الأراضي التي يسيطر عليها عناصر المقاومة الليبية، وفي نهاية المطاف تم إنقاذهم من قبل مشاة البحرية الأمريكية. ويعود سبب الحادث إلي خلل في المعدات سببت عدم موازنة للوزن مما أدى إلي تحطم الطائرة، بعد خروجها من المنطقة المستهدفة.

### إسرائيل
يتم تشغيل إف-15أي (F-15i) من قبل القوات الجوية الإسرائيلية والتابعة لجيش الدفاع الإسرائيلي في السرب 69، والذي كان يستخدم في السابق طائرات إف-4 فانتوم الثانية. وفي عام 1991 وخلال حرب الخليج الثانية، تعرضت بلدات إسرائيلية لهجوم بواسطة صواريخ سكود تم إطلاقها من العراق، وبعد نهاية الحرب قررت الحكومة الإسرائيلية أنها في حاجة إلى مطاردات طويلة المدى وإصدرت طلب للمعلومات (RFI). وردا على ذلك الطلب، تقدمت شركة لوكهيد مارتن بعرض نسخة من المقاتلة إف-16فالكون، في حين أن ماكدونيل دوغلاس عرضت كل من إف/إيه-18إي/إف سوبر هورنت وإف-15إي. وفي 27 يناير عام 1994، أعلنت الحكومة الإسرائيلية عن نيتها لشراء 21 طائرة من طراز إف-15أي (F-15i) والمعدل من طائرة إف-15إي. وفي 12 مايو عام 1994، وافقت الحكومة الأمريكية على بيع إسرائيل ما يصل إلى 25 إف-15أي (F-15i). وفي نوفمبر 1995، طلبت إسرائيل أربعة طائرات أضافية إف-15أي (F-15i)، وبالتالي فأنه تم بناء 25 طائرة لإسرائيل ما بين عامي 1996-1998. وأول مهمة قتالية قامت بها إف-15أي (F-15i) الإسرائيلية، كانت في لبنان وذلك في 11 يناير عام 1999.
يمكن للطائرة حمل صواريخ إيه آي إم-9 سايدويندر، وصواريخ رافائيل بايثون 4 وصواريخ موجهه بالأشعة تحت الحمراء من نوع رافائيل بيثون 5، وصواريخ أيم - 7 سبارو وصواريخ موجهة بالرادار من نوع إيه آي إم-120 أمرام. كما أن صواريخ بيثون 4 يمكن إطلاقها بالتهديف البصري (boresight) وبزاوية تصل إلى 90 درجة، وذلك من خلال استخدام خوذة الطيار البصرية المحمولة. وفي عام 1999، أعلنت إسرائيل عن نيتها لشراء المزيد من الطائرات المقاتلة، وكان من المتوقع أن تكون من طراز إف-15أي (F-15i)، الا أن العقد ذهب لصالح طائرات إف-16أي (F-16i).

### المملكة العربية السعودية
ابتداء من الأسبوع الأول من نوفمبر 2009، استخدمت القوات الجوية الملكية السعودية مقاتلات إف-15إس(F-15S)، جنبا إلى جنب مع مقاتلات تورنيدو السعودية، في تنفيذ غارات جوية ضد المتمردين الحوثيين في منطقة صعدة بشمال اليمن. وكانت هذه هي المرة الأولى منذ عملية عاصفة الصحراء في عام 1991 التي تقوم فيها القوات الجوية السعودية بعمليات عسكرية على أراض الخصم.
طلبت المملكة العربية السعودية 84 طائرة إف-15إس إيه (F-15SA)، بالإضافة إلي ترقية أسطولها من طراز إف-15إس إلي معيار إف-15إس إيه، وكذلك مجموعة كبيرة من المعدات والأسلحة ذات الصلة، حيث تقدمت إلي قسم المبيعات العسكرية الأجنبية في وزارة الدفاع الأمريكية وذلك في أكتوبر 2010. وإف-15إس إيه (تعني:السعودية متقدم) سوف تزود بردار شركة رايثيون من نوع إيه بيه جي-63(في)3 وهو نظام المسح الإلكتروني النشط (بالإنجليزية: Active Electronically Scanned Array)‏ المعروف اختصار باسم إيه إي إس إيه (AESA)، وأنظمة الحرب الإلكترونية الرقمية (DEWS)، ونظم الرؤية والتتبع بالأشعة تحت الحمراء)(IRST)، وأنظمة أخرى مختلفة ومتطورة.

## الطرازات
للطرازات السابقة مثل: إف-15إيه (F-15A)، وإف-15بي (F-15B)، وإف-15سي (F-15C)، وإف-15دي (F-15D)، وإف-15دي جية (F-15DJ)، وإف-15جية (F-15J)، انظر إف-15 إيغل:

### إف-15إي
طائرة إف-15إي والمستخدمة في سلاح الجو الأمريكي، ذات المقعدين، مقاتلة وطائرة هجوم أرضي، ضاربة للأهداف البعيدة المدى وتعمل في جميع الأحوال الجوية. وقد تم بناء ما مجموعه 236 طائرة، ما بين عامي 1985-2001.

### إف-15أي

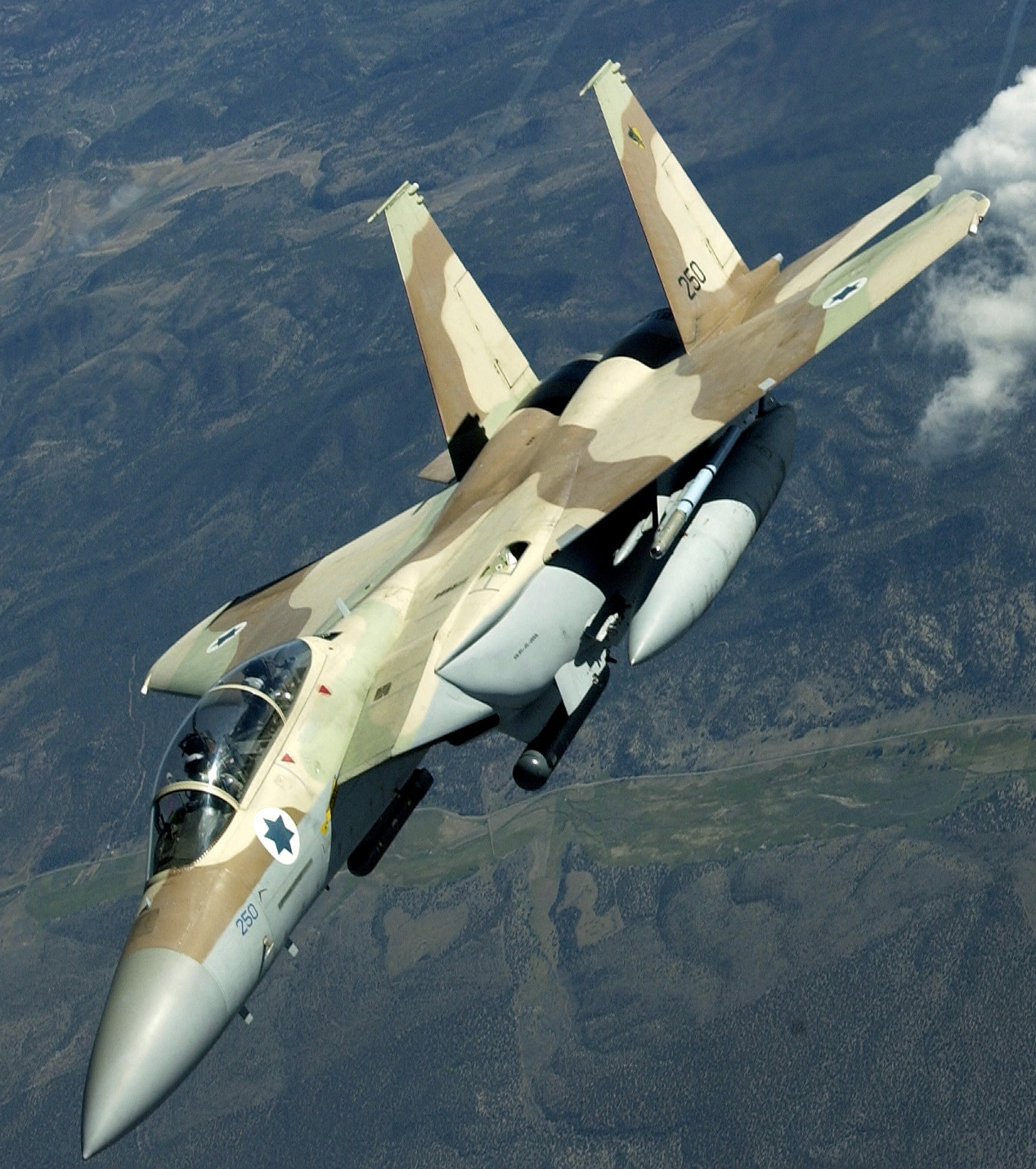
طائرة إسرائيليه من طراز إف-15أي (F-15I) (رعام) من سرب "المطارق" رقم 69 ، تناور وهي مبتعدة بعد تعبئة الوقود من طائرة كيه سي -135 خلال مناورات العلم الأحمر 2004

طائرة إف-15أي (F-15i) والتي تستخدمها القوات الجوية الإسرائيلية والمعروفة باسم الرعد (רעם - «رعام»). هي طائرة هجوم أرضي ثنائية المقعد، مزودة بمحركين من من طراز برات آند ويتني إف 100-بي دبليو-229، والمستخدم كمحرك أصلي في الإف-15إي.
إف-15أي «رعام» (F-15i) هي طائرة مشابهة لإف-15إي، ولكن مع اختلاف في عدة ميزات وأنظمة متعلقة بإلكترونيات الطيران، وذلك لتلبية الاحتياجات الإسرائيلية. ولتسهيل الضربات الجوية ليلا، فقد تم تزويد الإف-15أي (F-15i) في البداية مع قرون تصويب قناصة مصممة لإف-16 الإسرائيلية. كان جراب الهداف أقل قدرة من قرون نظام الملاحة والتصويب الليلي بالأشعة تحت الحمراء "لانترن" في طائرة إف-15إي والمستخدمة في القوات الجوية الأمريكية، ولاحقا، اشترت إسرائيل 30 من قرون «لانترن». وأيضا، كانت الإف-15أي «رعام» تفتقر في البداية إلي رادار استقبال للإنذار، وبالتالي فأن إسرائيل تثبت معدات الحرب الإلكترونية الخاصة بها من نوع (Elisra SPS-2110)، فضلا عن جهاز كمبيوتر مركزي جديد، يعتبر جزءا لا يتجزأ من نظام تحديد المواقع / نظام (INS). كما يمكن جعل جميع أجهزة الاستشعار ترسل معلوماتها إلي خوذة العرض والرؤية، وبذلك فهي توفر لكل أفراد الطاقم وسيلة للتصويب والاستهداف، وهذا ما تفتقر إليه أصلا طائرة الإف-15إي ألأمريكية. وتستخدم إف-15أي «رعام» رادار من نوع (APG-70I) ذو القدرة على رسم خرائط التضاريس، والتي تستخدم بدورها في تحديد الأهداف التي يصعب رصدها في ظروف معينة، وعلى سبيل المثال، بطاريات صواريخ ودبابات والهياكل خلال الظروف الجوية الغير مواتية (مثل الضباب الكثيف أو المطر). كما يمكن للرادار اكتشاف أهداف كبيرة بحجم طائرات الركاب من مسافة تبعد 150 ميل بحري، والأهداف الأصغر حجما مثل الطائرات المقاتلة من مسافة تبعد 56 ميلا بحريا، مع أن الرادار قد تم تخفيض أداؤه بنسبة الثلث دون مستوى رادار القوات الجوية الأمريكية من نوع إيه بيه جي-70.

### إف-15كيه
إف-15كيه نسر البطولات الأربع (F-15K Slam Eagle)، (الكورية: F-15K 슬램 이글) هي نسخة متقدمة مشتقة من طراز إف-15إي. تعمل إف-15كيه مع سلاح الجو الكوري الجنوبي. وهناك عدة عناصر رئيسية استخدمت في الطائرة تم توريدها من خلال شركات كورية مختلفة، وذلك كجزء من اتفاقية تبادل تجاري، حيث كانت كوريا مسؤولة عن 40٪ من الإنتاج و25٪ من التجميع. وكانت شركة كوريا للصناعات الفضائية تقوم بتصنيع جسم الطائرة والأجنحة،  وأنظمة التحكم بالطائرة من صنع شركة هانوا (Hanwha)الكورية،  وأجهزة التشويش الإلكترونية ورادار تلقي الإنذار (radar warning receiver) كان من إنتاج سامسونج طاليس،  ولوحة العرض الراسية، ونظام الاتصالات المحمول جوا، والرادار من إنتاج (ليق نكس ون) التابعة لمجموعة إل جي الكورية،  والمحركات بواسطة سامسونج تكون بموجب ترخيص  قبل التجميع النهائي في مرافق بوينغ بسانت لويس.

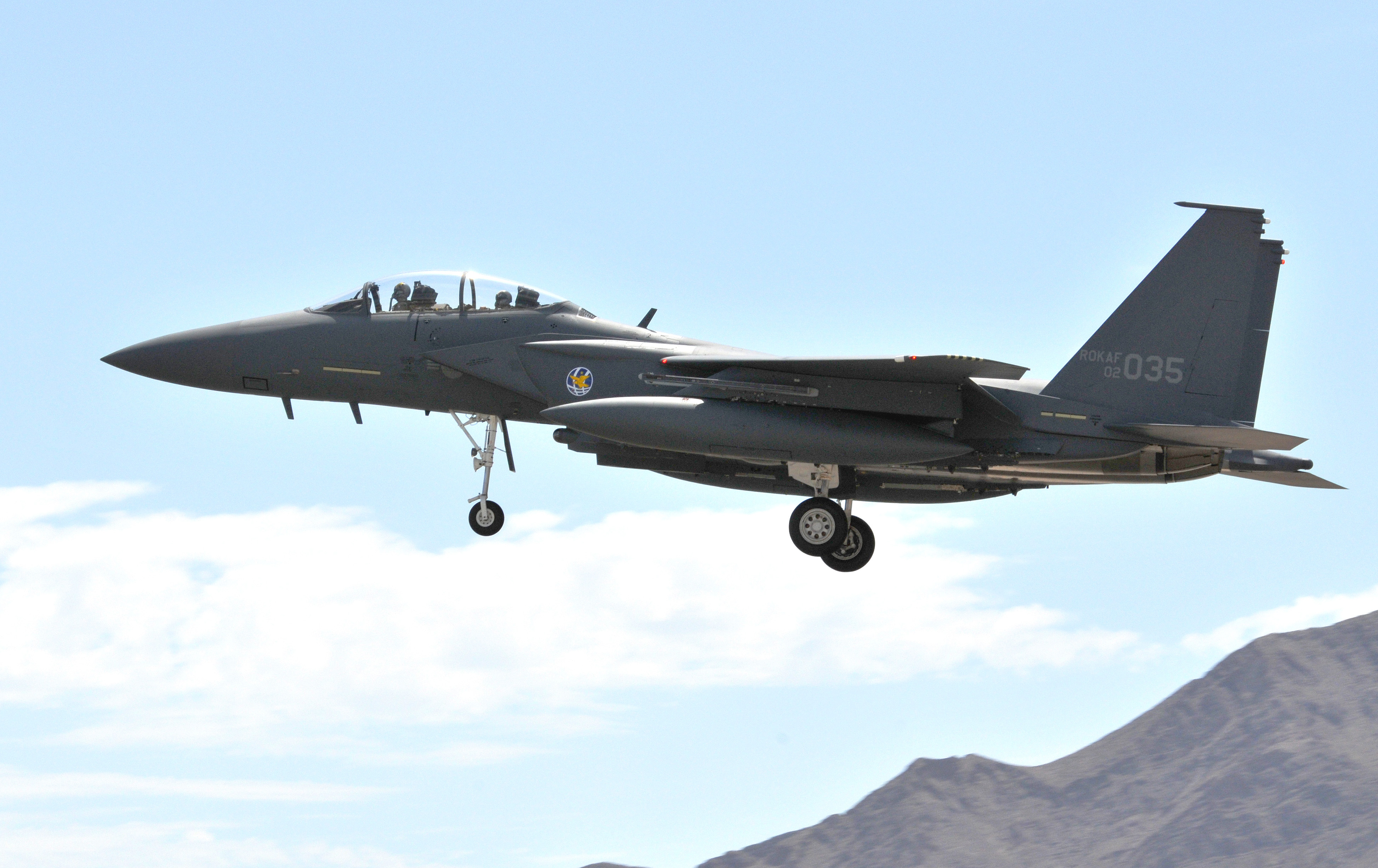
إف-15كيه (F-15K) تهبط في قاعدة نيليس الجوية، نيفادا، في 5 أغسطس 2008 للمشاركة في العلم الأحمر 08-4.

في عام 2002، اختار سلاح الجو الكوري الجنوبي الطائرة إف-15كيه للبرنامج إف-أكس (F-X)، وهو برنامج يختص باختيار طائرة مقاتلة من بين عدة أنواع من المقاتلات، ومن المقاتلات التي تم تقييمها: مقاتلة إف-15كيه، ومقاتلة داسو رافال ومقاتلة يوروفايتر تايفون ومقاتلة سوخوي سو-35. وصدر أمر لشراء ما مجموعه 40 طائرة، يبدأ تسليمها بدءا من عام 2005. وفي 25 أبريل 2008، أعلنت الحكومة الكورية ترتيب شراء الدفعة الثانية المكونة من 21 طائرة إف-15كيه، في صفقة تبلغ قيمتها 2.3 ₩ ياون كوري (2.3 مليار دولار أمريكي). تختلف طائرات الدفعة الثانية عن طائرات الدفعة الأولى في المحركات، حيث تم اختيار محركات برات آند ويتني إف 100-بي دبليو-229 (F100-PW-229 EEP)، والتي تنتجها شركة سامسونج تكون بترخيص من جنرال الكتريك للطيران، وهذه المحركات إحدى القواسم المشتركة مع طائرات كيه إف-16. وبحلول يونيو من عام 2011 كان سلاح الجو الكوري الجنوبي قد استلم 50 طائرة إف-15كيه. كوريا الجنوبية ويتوقع الكوريون أن تستمر إف-15كيه في خدمتهم حتى عام 2060.
وإف-15كيه الطائرة البديلة، لديها العديد من الميزات التي لا توجد عادة في إف-15إي، مثل نظام (AAS-42) والخاص بالبحث وتعقب المسار بالأشعة تحت الحمراء،  وهذا النظام التكتيكي، مُصنع خصيصاً للحرب الإلكترونية ولخفض الوزن وزيادة فعالية التشويش،  كذلك فأن قمرة القيادة متوافقة مع جهاز الرؤية الليلية من نوع (ARC-232 U/VHF)، ومع نظام ارتباط البيانات القتالية، ونظام متقدم من رادار المصفوفة الميكانيكية الممسوحة ضوئيا من نوع إيه بيه جي-63(في)1، والذي لديه معدات معالجة رقمية مشتركة ومتوافقة مع رادار (AESA) من نوع إيه بيه جي-63(في)3 ، وبالتالي فأنه قابل للترقية إلى رادار (AESA) عبر استبدال الهوائي. وقد تم تجهيز إف-15كيه بخوذة رأس مع عرض محمول . وأسلحة مثل صواريخ إيه جي إم-84 هاربون وصواريخ إيه جي إم-84إتش/كيه إس إل إيه إم-إي آر وصواريخ هاربون بلوك الثاني، وصواريخ إيه جي إم- 158 جيه إيه إس إس إم.

### إف-15إس
إف-15إس هو البديل لطراز إف-15إي والذي زودت به القوات الجوية الملكية السعودية من منتصف إلى أواخر التسعينات. وكانت السعودية تريد سابقا إف-15إف (F-15F) سترايك إيغل، ذات المقعد الواحد. حيث سعت المملكة العربية السعودية لشراء 24 طائرة من طراز إف-15إف. وإف-15أس هو مطابق تقريبا لطائرة القوات الجوية الأمريكية من طراز إف-15إي والفرق الرئيسي الوحيد في أداء الرادار ذو الفجوة الاصطناعية من نوع إيه إن/إيه بيه جي-70. وسميت النسخة الأولية باسم (F-15XP) إف-15إكس بي. بٌنيت للسعودية 72 طائرة من طراز إف-15أس ما بين عامي 1996-1998. وفي أكتوبر 2007، أعلنت جي إي (GE) عقدا مع المملكة العربية السعودية لتزويدها بعدد 65 محرك من طراز جي إي إف110 (GE F110-GE-129C) لطائرات إف-15أس في صفقة تبلغ قيمتها أكثر من 300 مليون دولار أمريكي.
إف-15أس إيه هي نسخة جديدة لسلاح الجو السعودي. وسوف تزود طائرات إف-15أس إيه السعودية بنظام حديث للتحكم بالطيران بواسطة الأسلاك، بدلا من الأنظمة الهيدرواكترونية الميكانيكية الهجينة، والمستخدمة بواسطة جميع طائرات إف-15أس السابقة. وبالإضافة إلى ذلك تتضمن إف-15أس إيه السعودية، نظام الحرب الإلكترونية الرقمية (DEWS) من أنتاج شركة بي أيه إي سيستمز وتم إعادة تصميم قمرة القيادة في إف-15أس إيه والتي أصلا تم تعديلها مسبقا. وهذه التغييرات تسمح بنقل أسلحة إضافية على المحطات رقم واحد ورقم تسعة، والتي لم تكن مستخدمة سابقا.
في 29 ديسمبر 2011، وقعت الولايات المتحدة عقدا بقيمة 29.4 بليون دولار لبيع 84 مقاتلة إف-15أس إيه في تكوين أس إيه (SA) والذي يعني (السعودية المتقدم). ويتضمن العقد كذلك، ترقية 70 طائرة إف-15أس التي تملكها السعودية إلى مستوى أس إيه، وتزويدها بصواريخ مضادة للإشعاعات وللرادار من نوع إيه جي إم-88 هارم، وقنابل ذكية موجهه بالليزر من نوع جدام والذخائر Paveway المحسنة والمعدات وكل ما يتصل بها من معدات وخدمات. وضعت عقد بيع العسكرية الخارجية ل68 إف-15أس لمجموعات إف-15أس إيه التعديل مع شركة بوينغ في 26 يونيو 2012. في 20 فبراير 2013 قامت الإف-15أس إيه أول رحلة طيران.
وستُزود مقاتلات أف- 15 السعودية الجديدة بأسلحة أنها تشمل صواريخ جو- جو متوسط المدى من طراز إيه آي إم-120 أمرام سي/7 الأحدث، وصواريخ جو- جو قصيرة المدى إيه آي إم-9 سايدويندر المطورة بحيث يمكن توجيهه بواسطة خوذة الطيار. ويعد هذان السلاحان أحدث صواريخ جو-جو في الترسانة الأميركية. وصواريخ أيه جي أم-88 بي هارم المخصصة لتتبع وضرب الرادارات المعادية، وصواريخ أيه جي أم-84 هاربون بلوك 2 البعيدة المدى المضادة للسفن،
وتشمل الصفقة أيضا، ما مجموعه 16400 قنبلة موجهة وغير موجهة من مختلف الأوزان، من أنواع جدام ليزر (JDAM Laser) الموجهة بالأقمار الاصطناعية والليزر زنة 900 كلغ، وبايف واي 3 المعززة (Enhanced Paveway III) والموجهة بأشعة الليزر زنة 250 و900 كلغ، وقنابل SFW. إلى جانب قنابل للتدريب.
ستزود الطائرات الجديدة والمحدثة بمحركات فائقة القوة طراز General Electric F110-GE-129. ومن ناحية الأنظمة الالكترونية، فان الصفقة تلحظ تزويد الطائرات الجديدة والمحدثة برادارات من صنع شركة رايثيون طراز APG-63(V)3، وهي من فئة صفيف المسح الألكتروني الأيجابي (Active Electronically Scanned Array)، التي يجري تحديث عدد من طائرات أف-15 التابعة لسلاح الجو الأميركي بها. ورادارات AESA تتمتع بمدى كشف وتهديف يزيد ثلاثة أضعاف عن الرادارات الحالية. وهي قادرة على توليد خرائط أرضية دقيقة تتيح اكتشاف الأهداف الصغيرة المتحركة وضربها بأسلحة من مسافات طويلة، خارج مدى أنظمة الدفاع الجوي. هذا إلى جانب عشر حاضنات استطلاع كهربصرية من نوع غودريتش دي بي-110 (Goodrich DB-110)، وهي مشتقة من الأنظمة العاملة على طائرات التجسس الأميركية الشهيرة من نوع لوكهيد يو-2. يضاف إلى ذلك حاضنات تصويب وملاحة من نوعي سنايبر Sniper وتايغر آيTiger Eye للملاحة وهي جيل جديد من حاضنات لانترن Lantirn، فضلا عن نظام DEWS للحرب الالكترونية، ونظم بحث وتعقب بالأشعة تحت الحمراء من نوع AN/AAS-42.
- 650 إيه جي إم-84إتش/كيه إس إل إيه إم-إي آر الموجهة الكهروبصري (electro-optically)
- 973 إيه جي إم-154 سي (AGM-154 JSOW) سلاح المواجهة المشتركة (Joint Stand Off Weapons) (JSOW)
- 1000 جي بي يو-39/بي (GBU-39/B) قنابل صغيرة القطر (SDB) والموجهة بنظام التموضع العالمي (GPS).
- 400 صواريخ مضادة للسفن إيه جي إم-84 إل هاربون بلوك الثاني (AGM-84L).

وستحصل القوات الجوية السعودية أيضا على 60 من قرون (AWW-13) وصلة البيانات (Data Link) لدعم (SLAM-ER) مع 'رجل في حلقة' (‘man in the loop’) لمساعدة التوجيه الكهربائية الضوئية

### إف-15أس جي

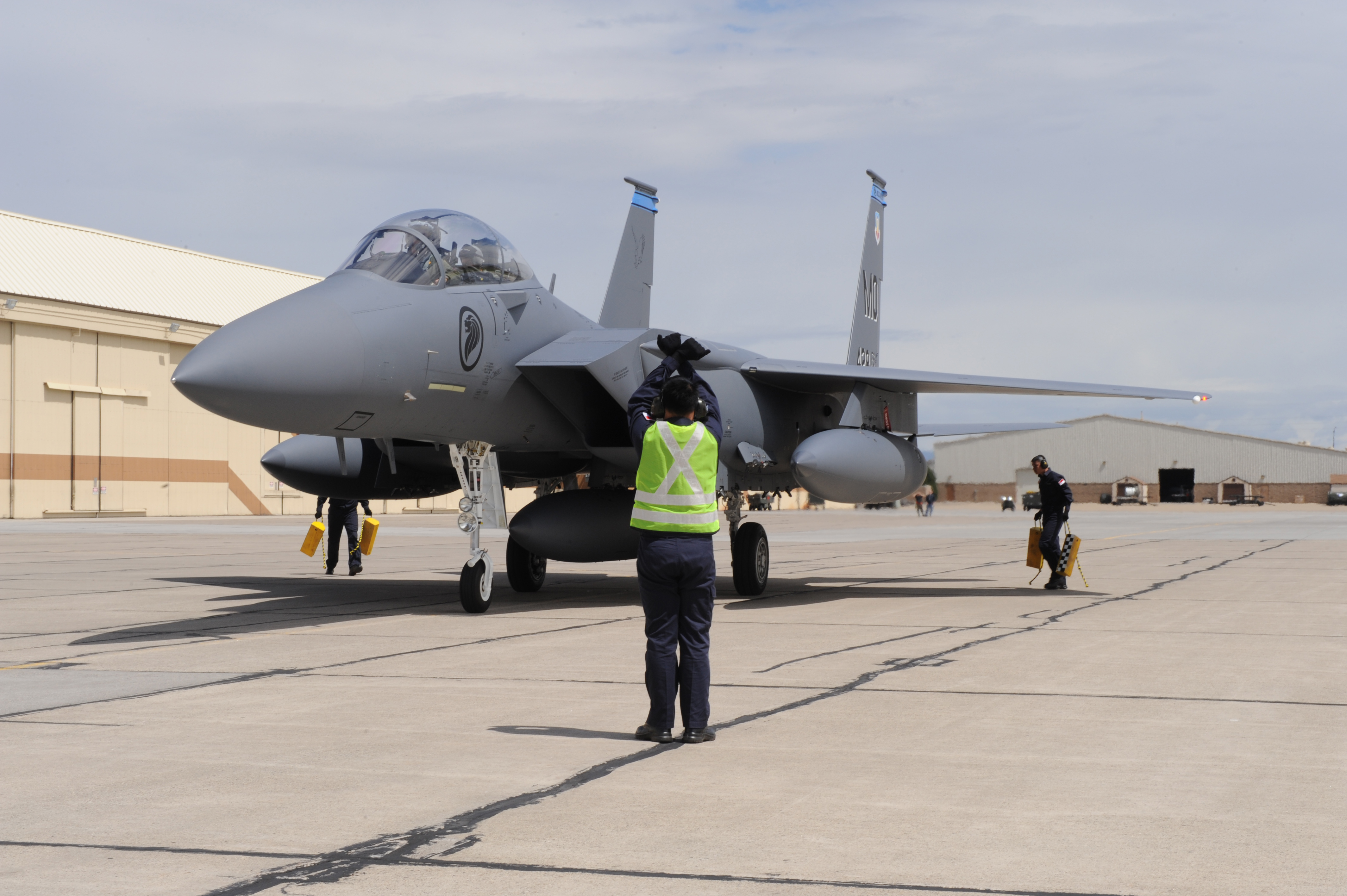
إف-15أس جي من السرب 428 في قاعدة ماونتن هوم الجوية

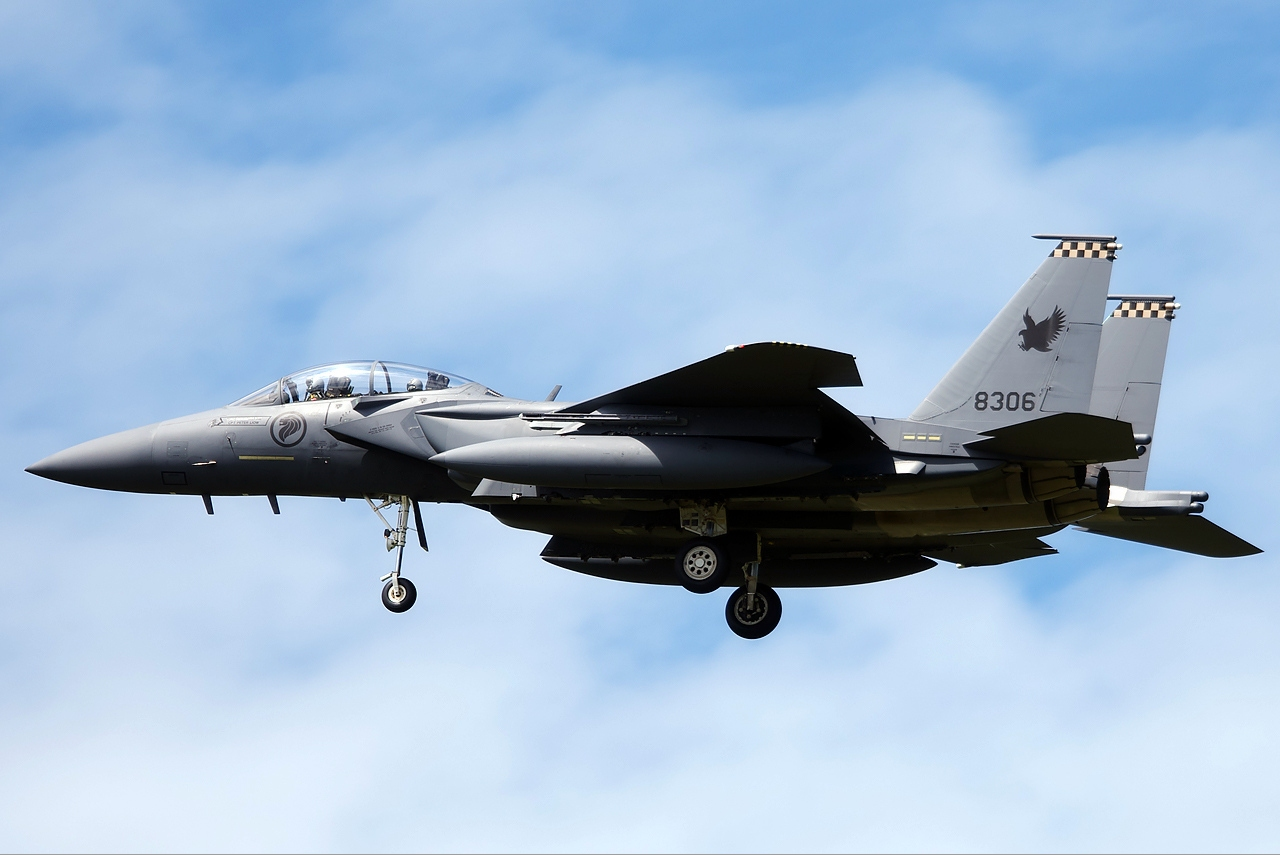
إف-15أس جي وهي في مرحلة الاقتراب من مطار داروين الدولي، 2011

إف-15أس جي (سابقا إف-15تي) هو البديل المُتغير من إف-15إي، والتي طلبت من قبل سلاح الطيران السنغافوري، وذلك بعد فترة تقييم استمرت سبع سنوات، واشتمل التقييم على خمس طائرات مقاتلة أخرى. وفي يوم 6 سبتمبر 2005، تم اختيار إف-15أس جي مقابل منافستها مقاتلة داسو رافال، والتي كانت الطائرة الوحيدة المتبقية من الطائرات التي أخضعت للتقييم.
في 22 أغسطس 2005، وفي الولايات المتحدة، أخطر الكونغرس الأمريكي بواسطة وكالة التعاون الأمني الدفاعي (دسكا)، بأن قسم المبيعات العسكرية الخارجية والمعروف اختصار ب: إف إم أس (FMS)، يستفسر حول إمكانية بيع الأسلحة وتقديم الدعم اللوجستي والتدريب، المرتبطة بمقاتلة بوينغ إف-15 إذا قامت سنغافورة بتحديد واختيار هذه المقاتلة. وأذا تم تأكيد شراء إف-15، فإنه يفترض بأن سنغافورة ستتابع شراء الأسلحة المقترحة وحزمة الخدمات اللوجستية، وخدمات أخرى بقيمة تقدر بحوالي 741 مليون دولار أمريكي، إذا استوفت جميع الخيارات. وسوف يتم تضمين الأسلحة والأجهزة المختلفة في هذه الحزمة مثل صواريخ إيه آي إم-120 سي أمرام، وصواريخ إيه آي إم-9 إكس وقنابل ذكية من نوع جي بي يو-38 جدام وقنابل ذكية موجهة من الجو إلى الأرض من نوع إيه جي إم-154 ونظارات رؤية ليلية ووصلات 16 (Link 16) لربط البيانات. محطات 
في 22 أكتوبر 2007 استخدمت وزارة الدفاع السنغافورية، حق الخيار لشراء ثمان مقاتلات أخرى من طراز إف-15أس جي والتي كانت جزءا من العقد الأصلي، والذي وقع في عام 2005. وجنبا إلى جنب مع شراء ثمان الطائرات، تقدمت بأمر جديد لشراء أربع طائرات إضافية، ليصبح العدد الإجمالي للطلبية إلى 24 مقاتلة إف-15أس جي. وخرجت أول طائرة إف-15أس جي في 3 نوفمبر 2008. وتوالت شحنات التسليم بداية من عام 2009. وأشارت تقارير وسائل الإعلام في مارس 2013، بأن سنغافورة قد تشتري المزيد من مقاتلات إف-15أس جي.

### الطرازات المقترحة
إف-15إتش سترايك إيغل (F-15H): كانت هي نسخة التصدير المقترحة من إف-15إي لليونان في التسعينات، والتي تم اختيارها من قبل وزارة الدفاع اليونانية والقوات الجوية اليونانية، ولكن الحكومة اختارت طائرات إف-16 وطائرات ميراج 2000-5 بدلا عنها.
إف-15 جي (F-15G) وايلد ويزل «ابن عرس البري» (Wild Weasel) كان الإصدار ذو المقعدين والمقترح ليحل محل طائرة إف-4 فانتوم الثانية وايلد ويزل في قمع الدفاعات الجوية العدو (SEAD) الدور. وقد درس إف-15جي في عام 1986. وقد درس التعديل المقترح إلى إف-15سي للدور SEAD في 1994-1995، لكن تم تعديل إف-16سي لأداء هذا الدور بدلا من ذلك. إف-15إي قادرة على حمل أسلحة مثل الصاروخ المضاد للإشعاعات من طراز إيه جي إم-88 هارم، وهي قادرة كذلك على أداء دور SEAD، ولكن في كثير من الأحيان المكلفة المهمات ضربة عميقة.
بوينغ اف 15 سي اي النسر الصامت (بالإنجليزية: Boeing F-15SE Silent Eagle)‏: هي نسخة تم تطويرها من إف-15إي من قبل شركة بوينغ باستخدام مميزات وتقنيات مقاتلات الجيل الخامس، مثل حمل أسلحة داخل البدن ومادة ماصة للرادار. وتحوي مخزن أسلحة امتثالي (قابلة للنزع وإعادة التركيب) (بالإنجليزية: conformal weapons bays)‏ والمعروفة اختصارا بـ (CWB) لأجزاء الأسلحة داخليا وذيول التوأم الرأسي ميال إلى الخارج 15 درجة للحد من المقطع العرضي الراداري.

## المشغلين
الولايات المتحدة

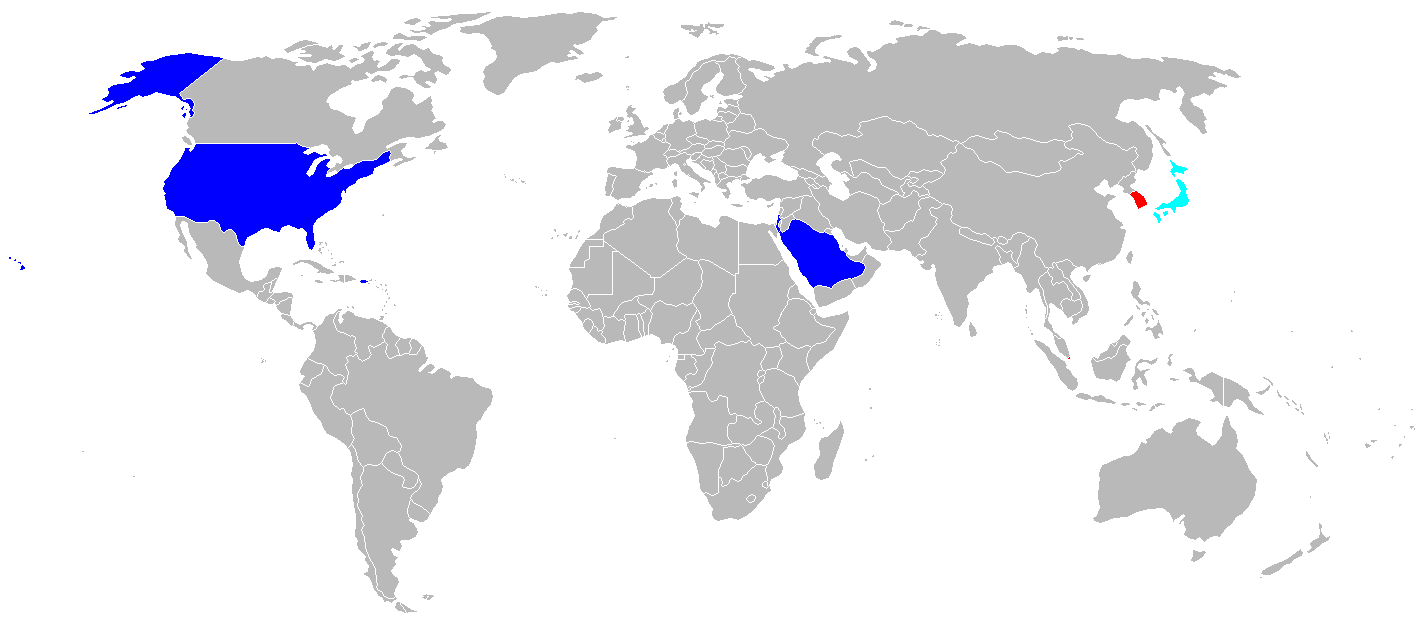
المشغلين الحاليين الإف-15إيغل باللون الأزرق الفاتح ، ومشغلينالإف-15إي سترايك إيغل باللون الأحمر، ومشغلين كلا الطرازين باللون الأزرق الداكن

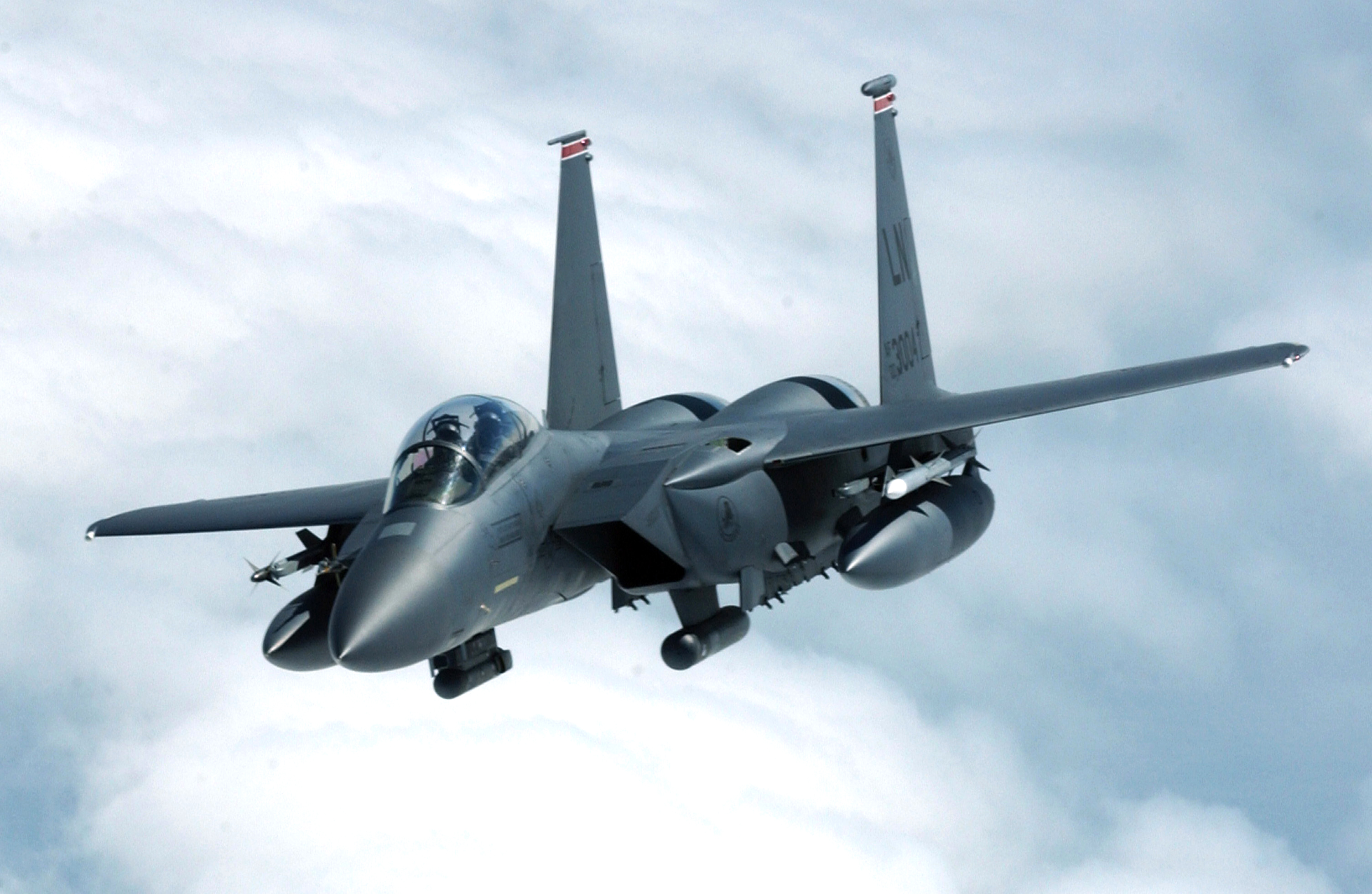
مقاتلة إف-15إي سترايك إيغل بعد ابتعادها عن طائرة تزويد بالوقود.

- القوات الجوية الأمريكية لديها 221 في الخدمة إف-15إي وذلك في أول يناير 2011.[113]

 السعودية
- القوات الجوية الملكية السعودية لديها 69 في الخدمة إف-15أس وذلك في أول يناير 2011.[113] وطلبية 84 مقاتلة إف-15أس إيه (SA).[114]

 إسرائيل
- سلاح الجو الإسرائيلي تعمل لديه 25 طائرة من طراز إف-15أي (F-15I)«رعام» اعتبارا من أول يناير 2011. .[113]

 كوريا الجنوبية
- سلاح الجو الكوري الجنوبي طلب شراء 61 طائرة من طراز إف-15كيه (F-15K) «سلام النسر» مع طائرة واحدة فقدت في حادث.[115] ويشغل 45 إف-15كيه (F-15K) اعتبارا من يناير 2011.[113]

 سنغافورة
- سلاح الطيران السنغافوري تقدم بطلب شراء 24 مقاتلة إف-15أس جي.[116] ولديه 15 طائرة إف-15أس جي في الخدمة اعتبارا في يناير 2011.[117]

## مواصفات (إف-15إي)

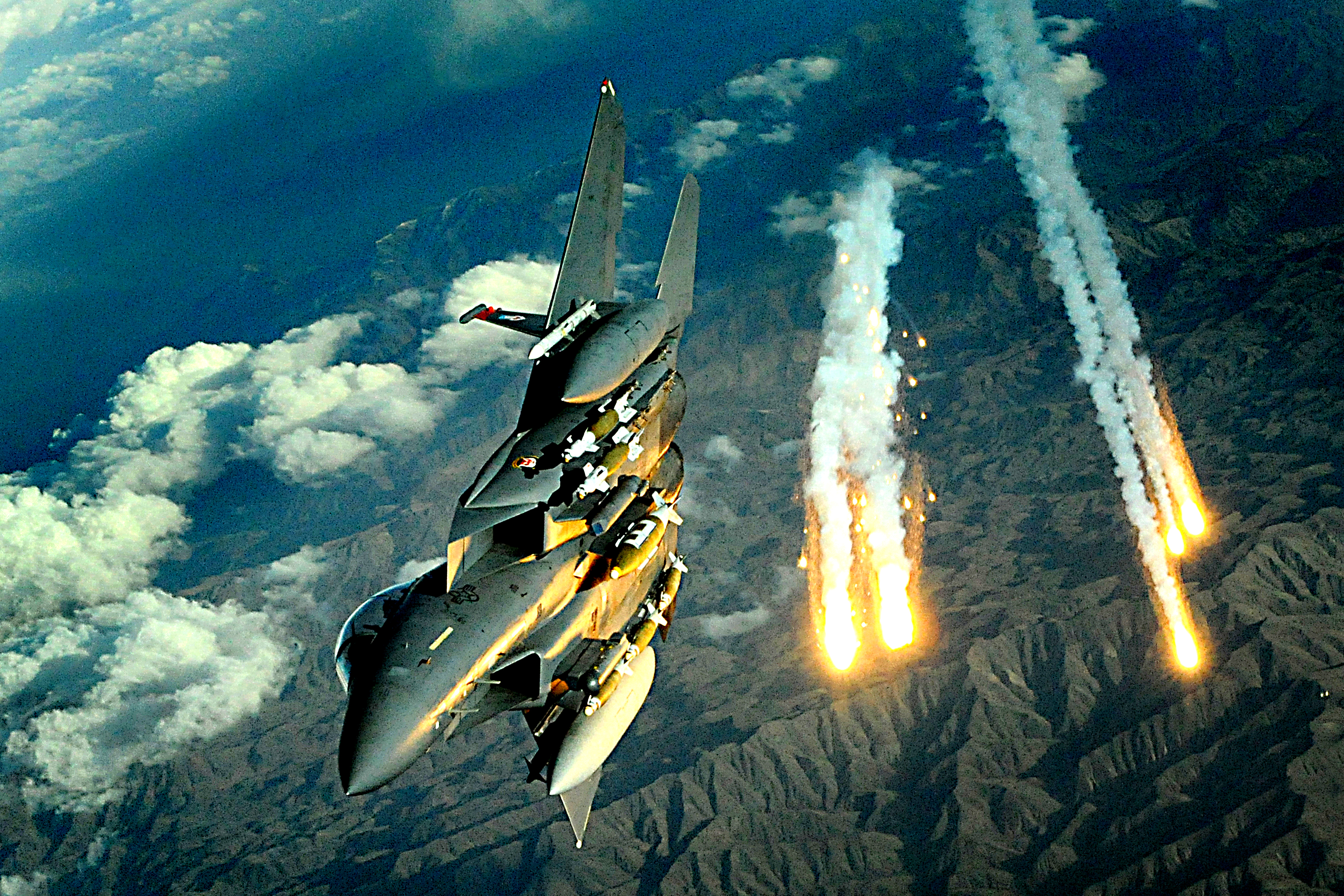
إف-15إي تنشر مشاعل خلال رحلة جوية فوق أفغانستان، 12 نوفمبر 2008

بيانات ورقة الحقائق من السلاح الجوي الأميركي،

### الخصائص العامة
- الطاقم: 2
- الطول: 63.8 قدم (19.43 م)
- باع الجناح: 42.8 قدم (13.05 م)
- أرتفاع: 18.5 قدم (5.63 م)
- مساحة الجناح: 608 قدم مربع (56.5 متر مربع)
- الجنيح: الهادي 64A006.6 الجذر، الهادي 64A203 غيض
- الوزن فارغة: 31700 رطل (14,300 كجم)
- وزن الإقلاع الأقصى : 81000 رطل (36700 كلغ)
- المحركات: 2 × محرك توربيني مروحي من طراز برات آند ويتني إف 100 (F100 -229) مع حارق لاحق، بقوة 29,000 رطل (129 كيلو نيوتن) لكل محرك.

### الأداء
- السرعة القصوى: ماخ 2.5 + (1,875 + ميل بالساعة، 3,017 + كم / ساعة)
- نصف قطر الدائرة القتالية: 790 ميل (1,150 ميل (أقصى))
- المدى: 2,400 ميل (2,100 NMI) (3,900 كلم) مع خزان وقود امتثالي وثلاثة خزانات وقود خارجية قابلة للإسقاط
- أقصى أرتفاع للطيران: 60,000 قدم (18,200 م)
- معدل الصعود: 50,000 + قدم / دقيقة (254 + م / ث)
- فحوى / الوزن: 0.93

### التسليح
- الرشاشات:

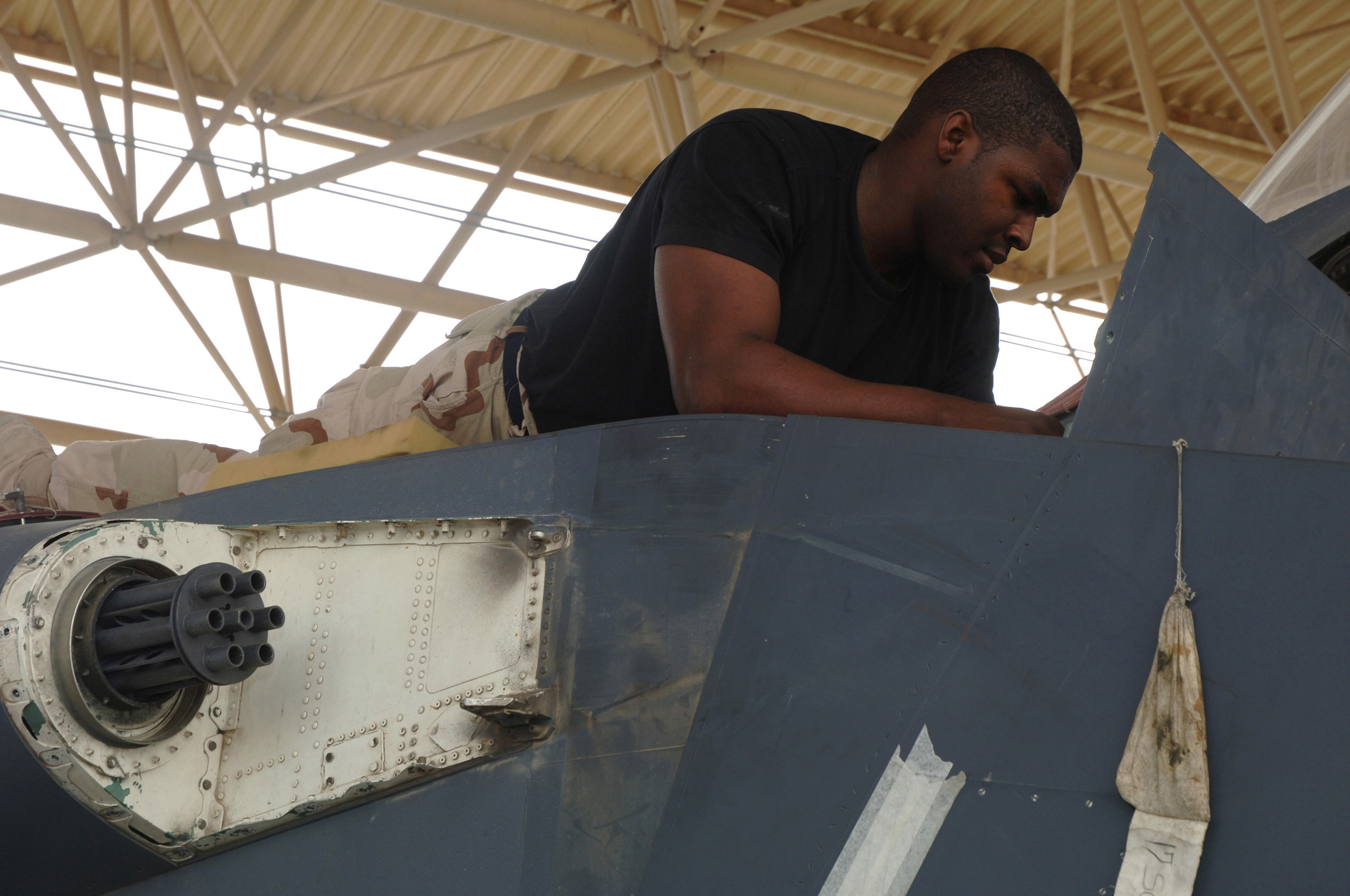
طائرة إف-15إي تحت الصيانة ويشاهد المدفع الرشاش إم-61 فولكان جاتلينج بعد أن تم إزالة غطاءه

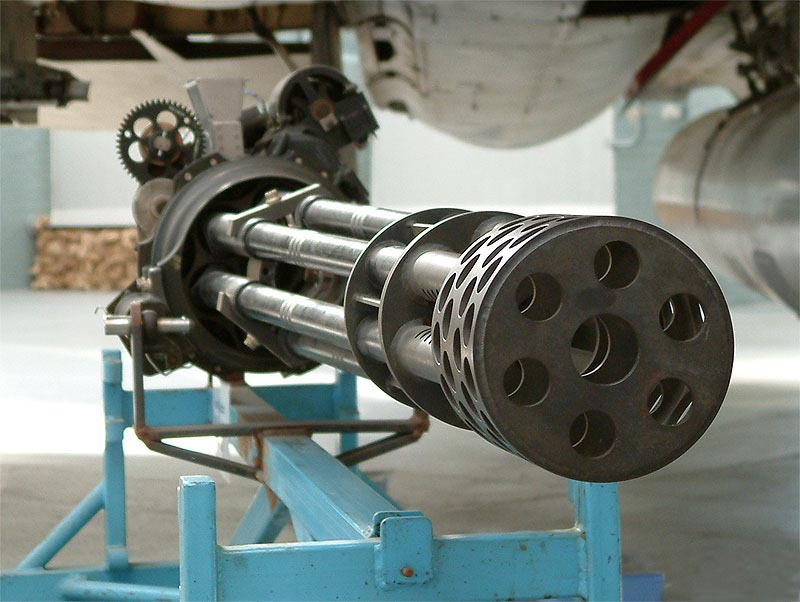
طائرة مدفع رشاش إم-61 فولكان غير مثبت

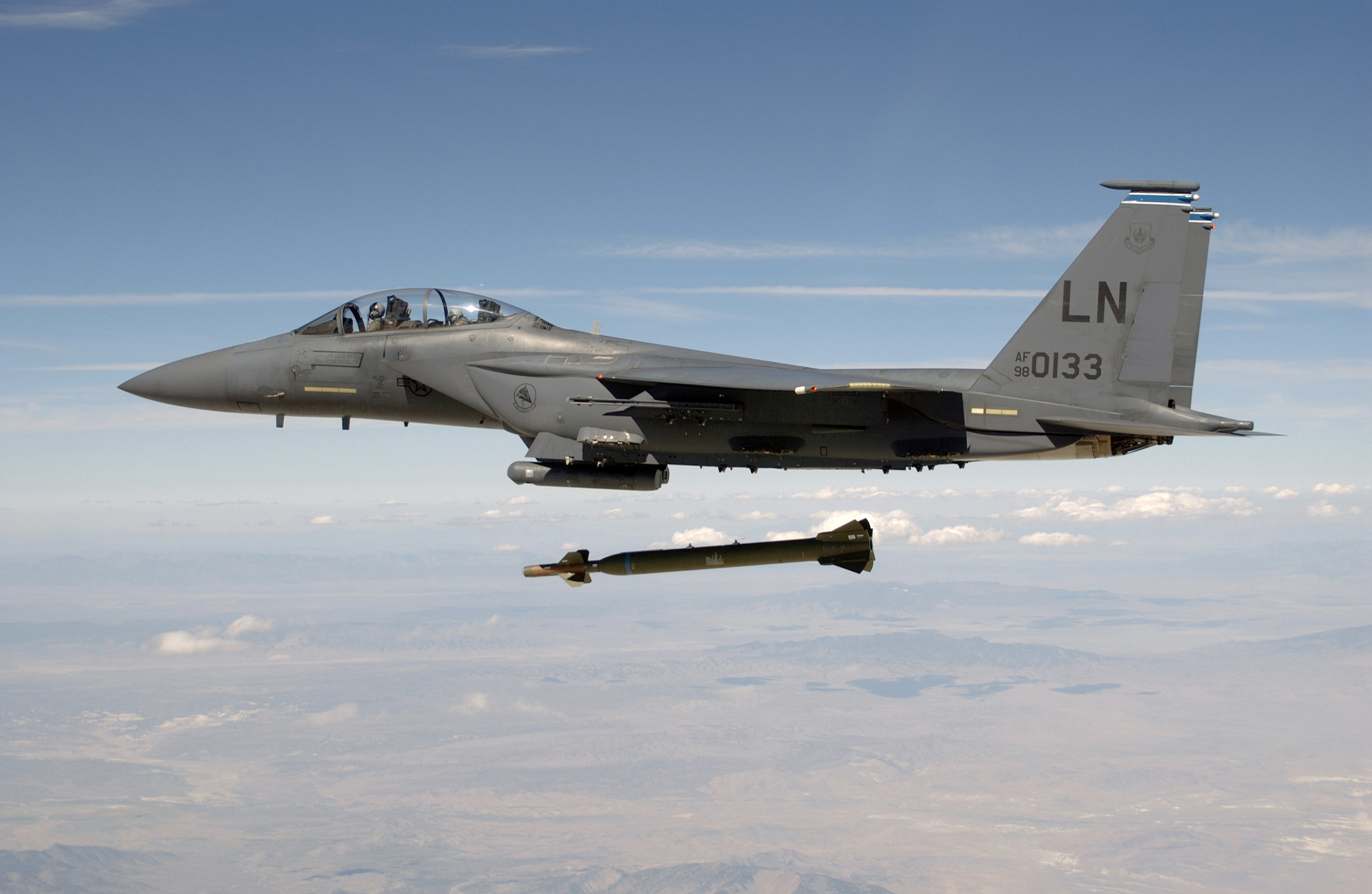
إف-15إي تطلق خلال اختبار القنبلة الذكية من طراز جي بي يو-28(الخارقة للتحصينات)

  - 1 مدفع رشاش من عيار 20 ملم (0.787 بوصة) من نوع إم-61 فولكان (M61) مع 6 ماسورة أطلاق جاتلينج، وبسعة 510 طلقة ذخيرة من نوع (M-56)أو (PGU-28).
- مشابك التعليق الخارجية:
  - 2 اعمده الجناح،
  - أبراج جسم الطائرة،
  - رفوف قنبلة على CFTs بسعة قدرها 23,000 رطل (10,400 كيلوغرام) من الوقود الخارجي والذخائر
- الصواريخ:
  - صواريخ جو جو:
    - 4 × أيم - 7 سبارو (AIM-7)
    - 4 × إيه آي إم-9 سايدويندر (AIM-9)
    - 8 × إيه آي إم-120 أمرام (AIM-120)

  - صواريخ جو أرض:
    - 6 × إيه جي إم-65 مافريك (AGM-65)
    - 2 × إيه جي إم-84 هاربون(AGM-84 )
    - 2 × إيه جي إم-84إتش/كيه إس إل إيه إم-إي آر
    - إيه جي إم-130 (AGM-130)
    - إيه جي إم-154 (AGM-154 JSOW)
    - إيه جي إم-158 (AGM-158 JASSM)

القنابل:
- قنابل اسقاط حر
  - قنبلة مارك 82
  - قنبلة مارك 84

قنبلة ذكية موجهة
- موجهه بالليزر:
  - جي بي يو-10 بيفواي الثانية
  - جي بي يو-12 بيفواي الثانية
  - جي بي يو-24 بيفواي الثالثة
  - جي بي يو-27 بيفواي الثالثة
  - جي بي يو-28 (خارقة للتحصينات)
  - GBU-51 Paveway II

موجهه تلفزيونيا / اشعة تحت الحمراء
- جي بي يو-15

- موجهه بالاقمار الاصطناعية:

- - جي بي يو-31 أو جي بي يو-38
  - جي بي يو-39 قنبلة صغيرة القطر (SDB)
  - جي بي يو-54 ليزر جدام

قنابل عنقودية
- - جي بي يو-87 أو جي بي يو-103 (CEM)
  - جي بي يو-89 أو جي بي يو-105 (SFW)
  - جي بي يو-97 أو جي بي يو-105 (SFW)
  - جي بي يو-107 سلاح الهجوم السلبي

قنابل نووية
- B61 أو B83 قنبلة نووية
- ملحقات أخرى:
  - خزان وقود خارجي قابل للإسقاط: 3 × 600 غالون أمريكي (2,300 لتر).

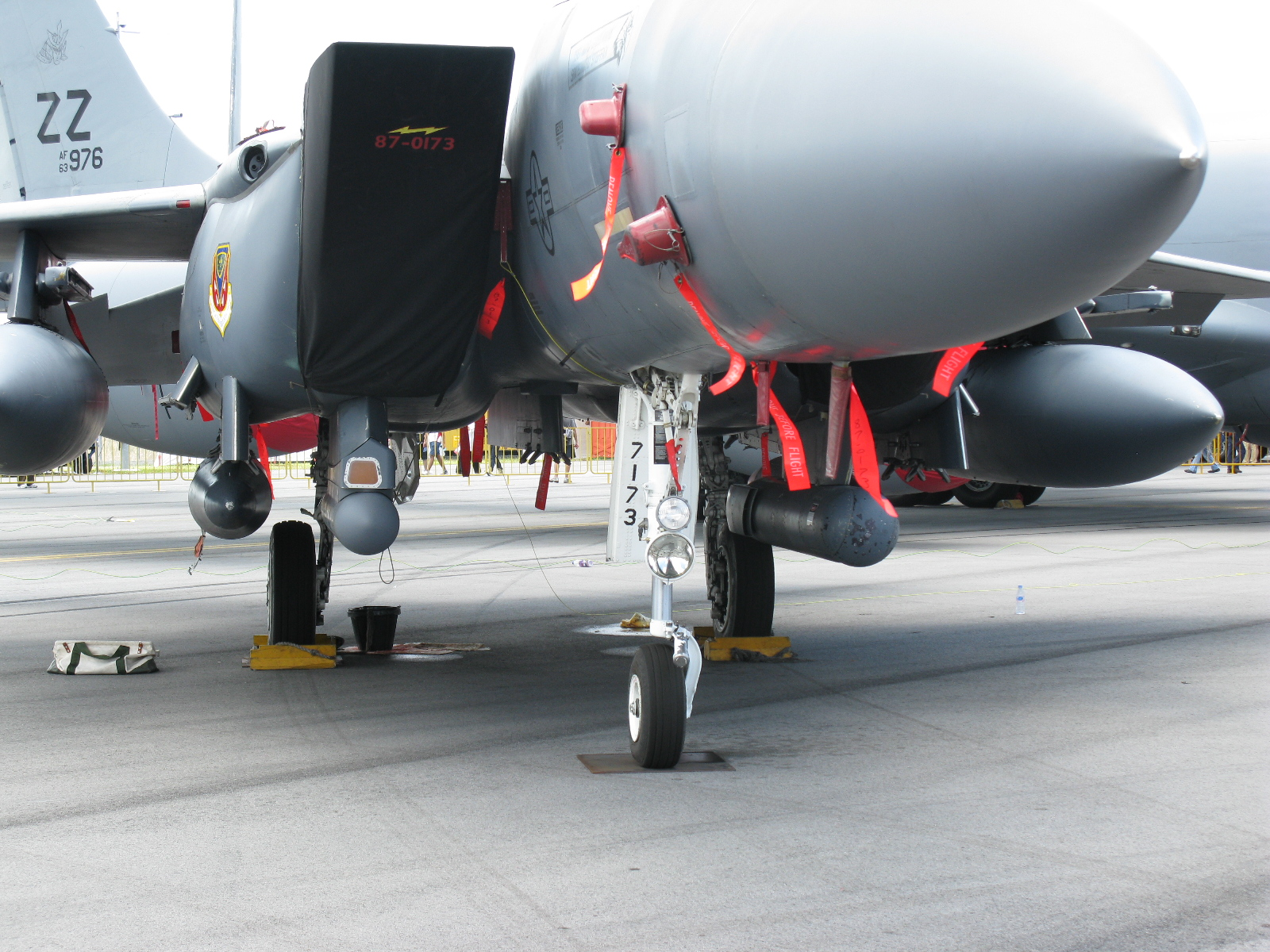
قرون ملاحة وتصويب ليلي بالأشعة تحت الحمراء مثبتة تحت مآخذ محركات طائرة إف-15إي سترايك إيغل، وجراب الملاحة (AN/AAQ-13) إلى اليسار مع جراب استهداف (AN/AAQ-14) إلى اليمين

### إلكترونيات الطيران
- الرادار:
  - رايثيون موديل إيه إن/إيه بيه جي-70 (AN/APG-70)
- قرون الاستهداف:
  - قرنة نظام الملاحة والتصويب الليلي بالأشعة تحت الحمراء (LANTIRN)..أو
  - قرنة استهداف قناص متقدم إكس آر (Lockheed Martin Sniper XR) من شركة لوكهيد مارتن..أو
  - قرنة استهداف (LITENING).
- التدابير المضادة:
  - جراب التدابير المضادة الإلكترونية من طراز (AN/ALQ-131) ومن صنع نورثروب غرومان للأنظمة الإلكترونية [119]
  - Hazeltine AN/APX-76 أو رايثيون AN/APX-119 التعرف صديق / عدو (IFF) المحقق [120]
  - ماغنافوكس (AN/ALQ-128) مجموعة تحذير الحرب الإلكترونية (EWWS) - جزء من أنظمة الحرب الإلكترونية التكتيكية (TEWS) [119]
  - لورال (AN/ALR-56) مستقبلات رادار إنذار (RWR) - جزء من أنظمة الحرب الإلكترونية التكتيكية (TEWS) [121]
  - نظام (ALQ-135) للتدابير المضادة الداخلية (ICS)، جزء من الحرب الإلكترونية التكتيكية (TEWS)، من أنتاج شركة نورثروب غرومان للأنظمة الإلكترونية.[119]
  - نظام (AN/ALE-45) موزع القشر / مشاعل حرارية - جزء من الحرب الإلكترونية التكتيكية (TEWS)، من أنتاج ماركوني [122]

### مقالات ذات صلة
- بوينغ اف 15 سي اي النسر الصامت
- إف-15 إيغل
- ميتسوبيشي إف-15 جيه
- مقاتلات الجيل الرابع

## وصلات خارجيّة
- صحيفة حقائق طائرة إف-15إي من القوات الجوية الأمريكية
- صفحة إف-15إي على موقع بوينغ
- صفحة إف-15كيه على موقع بوينغ
- صفحة إف-15إي على موقع المتحف الوطني للقوات الجوية الأمريكية
- F-15E.info، موقع متخصص في إف-15إي